# Universidade Presbiteriana Mackenzie
Universidade Presbiteriana Mackenzie é uma instituição de ensino superior privada e confessional no Brasil. É uma das instituições de ensino mais antigas do país, fundada em 1870 como a Escola Americana, por missionários de Pensilvânia, Estados Unidos. A universidade é mantida pelo Instituto Presbiteriano Mackenzie, uma associação civil de direito privado, sem fins lucrativos e de finalidade educacional.
O associado vitalício do Mackenzie é a Igreja Presbiteriana do Brasil. Possui campi de graduação e pós-graduação em São Paulo (Campus Higienópolis), Campinas (Campus Campinas) e Barueri (Campus Alphaville). O Dr. José Inácio Ramos atualmente é o diretor-presidente do Instituto Presbiteriano Mackenzie. O chanceler, que representa o Instituto Presbiteriano Mackenzie em assuntos acadêmicos e confessionais, é o Reverendo Robinson Grangeiro Monteiro. O atual reitor é o Dr. Marco Tullio de Castro Vasconcelos, já que o então reitor, Dr. Benedito Guimarães Aguiar Neto, retirou-se do cargo para assumir a Presidência da Capes, em 12 de fevereiro de 2020.
O Mackenzie é a Alma Mater de governadores, ministros, congressistas, dirigentes e fundadores de grandes companhias, medalhistas olímpicos, incluindo 14 medalhas de ouro nos Jogos Paraolímpicos, artistas internacionalmente premiados, incluindo 1 Prêmio Pritzker, e tem profundas raízes na história brasileira. Os egressos da instituição são conhecidos como Mackenzistas. Atualmente, a Universidade Presbiteriana Mackenzie lidera o ranking entre as instituições privadas do Estado de São Paulo, segundo o RUF 2024 (Ranking Universitário Folha). Além disso, conquistou a liderança na categoria “Mercado de Trabalho”, entre todas as universidades nacionalmente avaliadas. 

## História

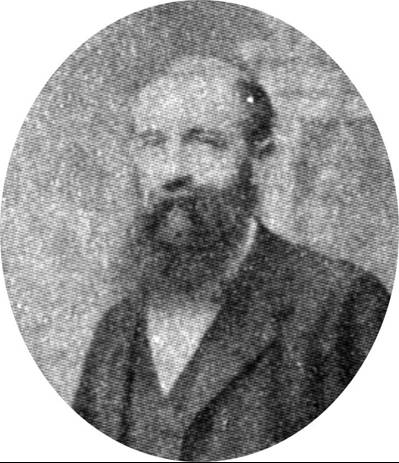
George Chamberlain.

O Instituto Presbiteriano Mackenzie iniciou suas atividades em 1870. Em 1869, a cidade de São Paulo vivia um clima de efervescência, em que o café era a principal fonte econômica do país. Nessa época, a campanha abolicionista ganhava adeptos, abalando os alicerces políticos do Império e fomentando, numa pequena parcela da população, o desejo de que o Brasil se tornasse uma República.
Em meio a esses acontecimentos, chega e se instala na cidade de São Paulo o casal de missionários presbiterianos George e Mary Ann Annesley Chamberlain. Em 1870, enquanto o reverendo Chamberlain empreendia viagens missionárias pelo interior do Estado, sua esposa, Mary, dedicava-se à área pedagógica na residência do casal. Três crianças, sendo dois meninos e uma menina, foram os primeiros alunos de um sistema educacional em turmas mistas, sem os castigos físicos adotados na época. Nascia, assim, uma escola socialmente responsável e integrada à sociedade.
Em 1871, a escola da senhora Chamberlain mudou-se para um novo endereço, rua Nova São José, atual Líbero Badaró. A partir de 1872, as aulas passaram a ser pagas – 12 mil réis por trimestre – concedendo-se bolsas parciais e integrais para os alunos carentes. Aceitando a proposta do jornalista José Carlos Rodrigues, adotou-se o nome de Escola Americana. Estudaram na escola nessa época tanto filhos de escravos como de famílias tradicionais.
Em 1876, uma nova mudança, agora para a esquina das ruas Ipiranga e São João, com a implantação de dois novos cursos: Escola Normal e o Curso de Filosofia (nível superior). Em 3 de setembro do mesmo ano, era inaugurado um edifício de tijolinhos, cuja parte superior fora reservada para o internato feminino, e o térreo para dois escritórios e três espaçosas salas de aula. Em 1879, Dona Maria Antônia da Silva Ramos, baronesa de Antonina, vendeu ao Reverendo Chamberlain, por 800 mil réis, área de sua chácara em Higienópolis, onde pastavam os cavalos que puxavam suas carruagens e escravos plantavam frutas e hortaliças.

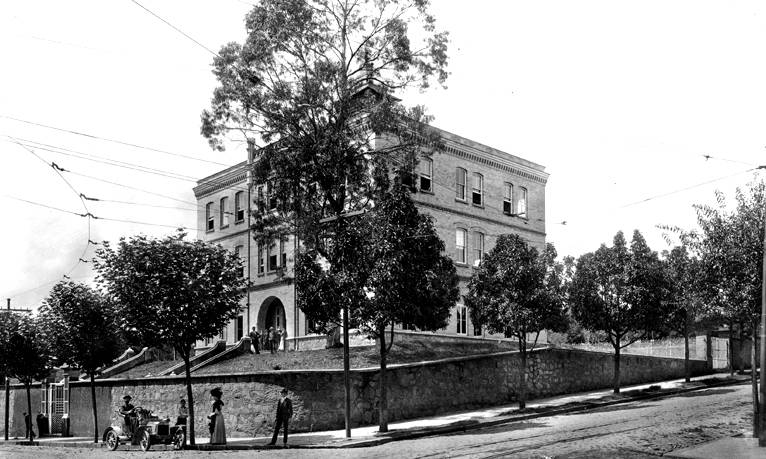
Mackenzie no início do século XX.

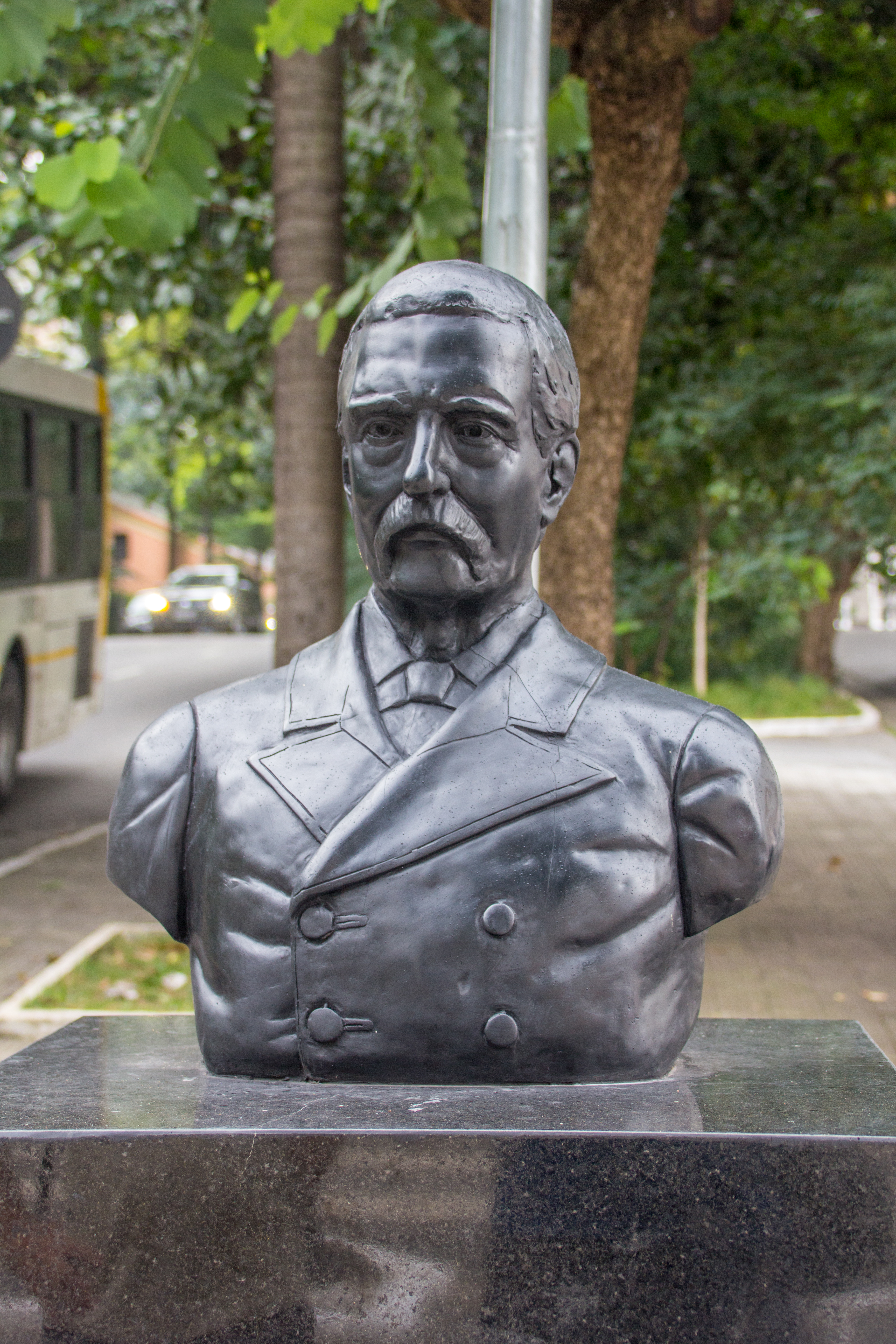
Busto de John Mackenzie, benfeitor da instituição.

Finalmente, em 1880, adquiriu-se uma área de 27,7 mil metros quadrados no bairro de Higienópolis. A fama da Escola Americana não se restringia ao Brasil, chegando aos ouvidos do advogado americano John Theron Mackenzie que, sem nunca ter vindo ao Brasil, fez constar em seu testamento, em 1890, uma doação à Igreja Presbiteriana americana para que se construísse no Brasil uma escola de Engenharia. Desta forma, tem início o nome utilizado até hoje: Mackenzie. Em fevereiro de 1896, já em Higienópolis, teve início o primeiro ano letivo da Escola de Engenharia Mackenzie, sendo os diplomas ainda expedidos pela Universidade de Nova Iorque.
Na década de 1940, o Mackenzie começou introduzir novas unidades e cursos, como a Faculdade de Filosofia, Ciências e Letras em 1946; Faculdade de Arquitetura, em 1947 e a Faculdade de Ciências Econômicas, em 1950. Em 1952, com quatro escolas superiores, o Mackenzie é reconhecido por meio de decreto assinado pelo então presidente Getúlio Vargas como uma universidade. Neste mesmo ano, Dr. Henrique Pegado assume a primeira reitoria da universidade. Em 1955 se iniciam as aulas da primeira turma da então criada Faculdade de Direito, que desde sua fundação destaca-se como uma das escolas mais tradicionais de São Paulo, ao lado da Faculdade de Direito da Pontifícia Universidade Católica de São Paulo e Faculdade de Direito da Universidade de São Paulo, no Largo de São Francisco.

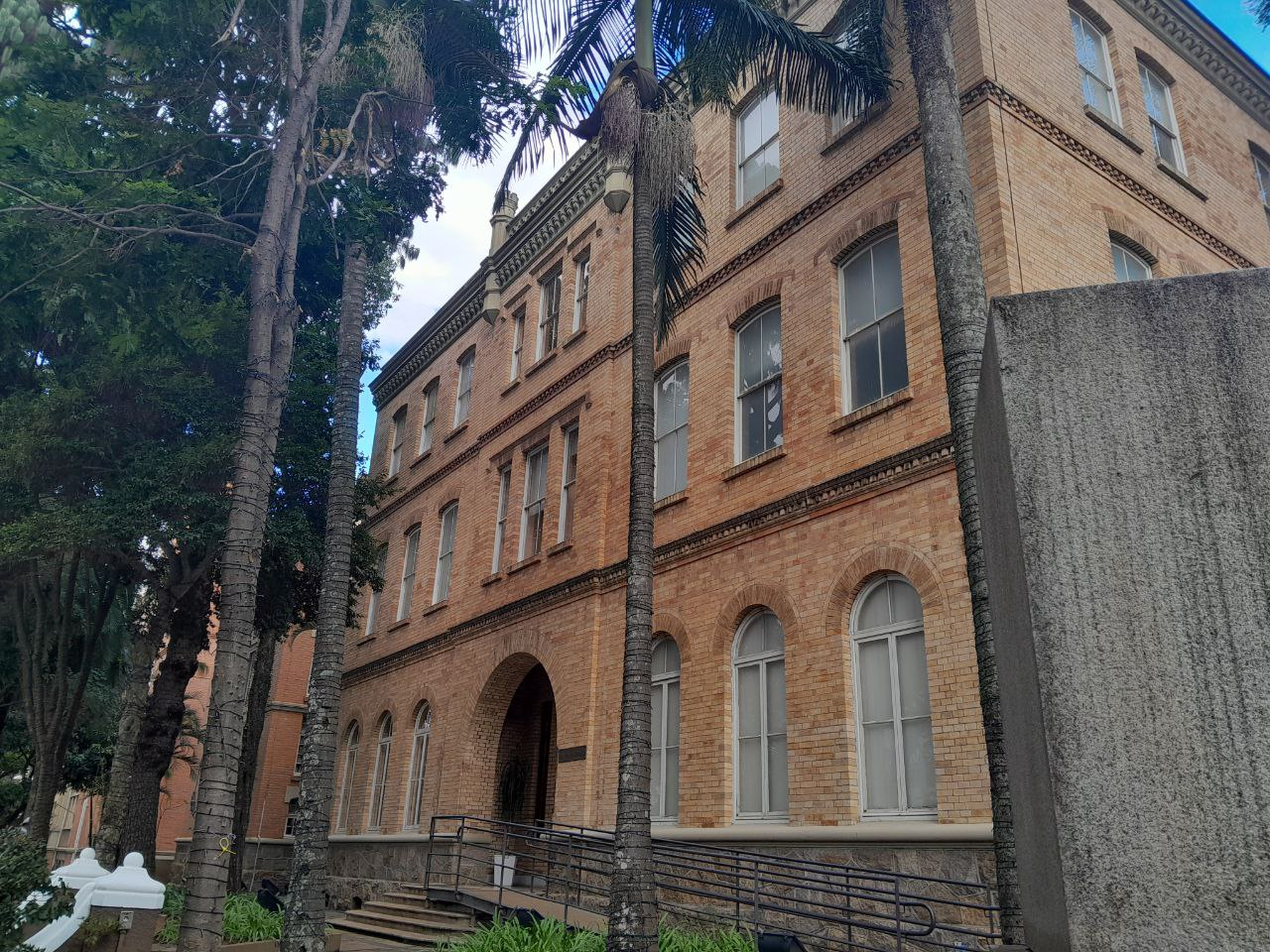
Edifício John Mackenzie.

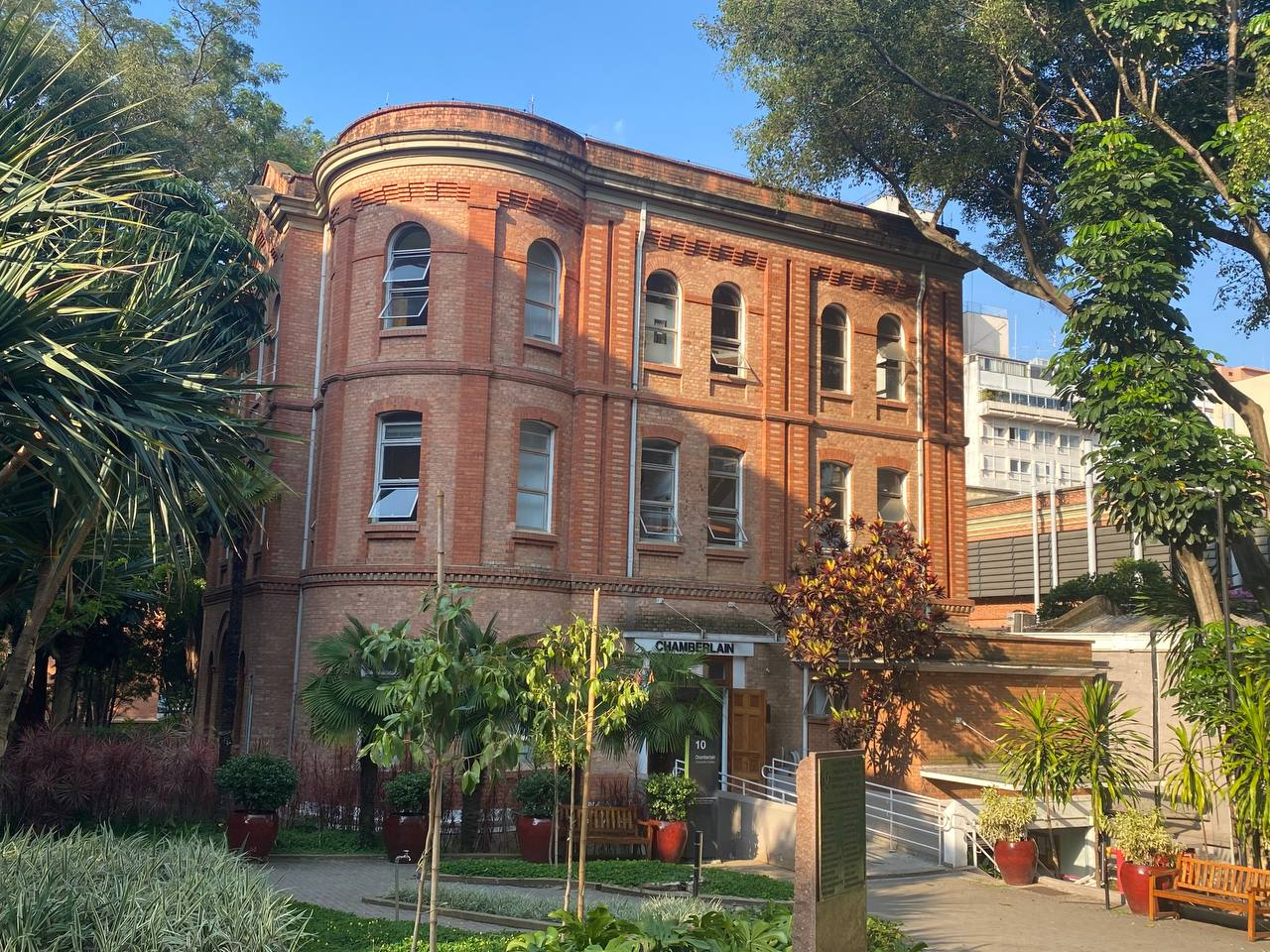
Edifício Chamberlain.

Em 1965, o Mackenzie nomeia Esther de Figueiredo Ferraz para o cargo de reitora. Ela foi a primeira mulher a assumir um cargo de reitora em universidades brasileiras. Ainda durante o mandato de Esther de Figueiredo Ferraz, alunos da Presbiteriana Mackenzie e da Universidade de São Paulo entraram em um conflito conhecido como a Batalha da Maria Antônia. Na época a Faculdade de Filosofia, Ciências e Letras da Universidade de São Paulo (que depois mudou o nome para FFLCH) era na rua Maria Antônia. Houve um grande conflito violento e sangrento entre os alunos pró-ditadura e contra-ditadura, evento que ficou conhecido como a Batalha da Maria Antônia. Os estudantes de esquerda, opositores ao regime militar, se concentraram no prédio da USP, em contra partida, os alunos direitistas locaram-se no prédio Mackenzista, grupo denominado de CCC - Comando de Caça aos Comunistas. Pelas diferenças ideológicas contrastantes, o conflito foi inevitável e só acabou com a repressão da Tropa de Choque solicitada pela então reitora Esther de Figueiredo Ferraz.
Em 1970 o Mackenzie abre a Faculdade de Tecnologia para suprir os vários setores tecnológicos do mercado de trabalho de profissionais qualificados em cursos superiores. A Faculdade de Tecnologia se tornaria, em 1999, a Faculdade de Computação e Informática.
1. O campus São Paulo possui atualmente mais de 50 prédios e está localizado no bairro de Higienópolis. Cerca de 35 mil alunos frequentam mais de 40 cursos nos diversos campi do Mackenzie. As unidades de São Paulo e Tamboré oferecem desde a educação infantil à pós-graduação. A unidade de Brasília atende ao colégio e à pós-graduação que também está presente em Campinas, Rio de Janeiro e Recife.

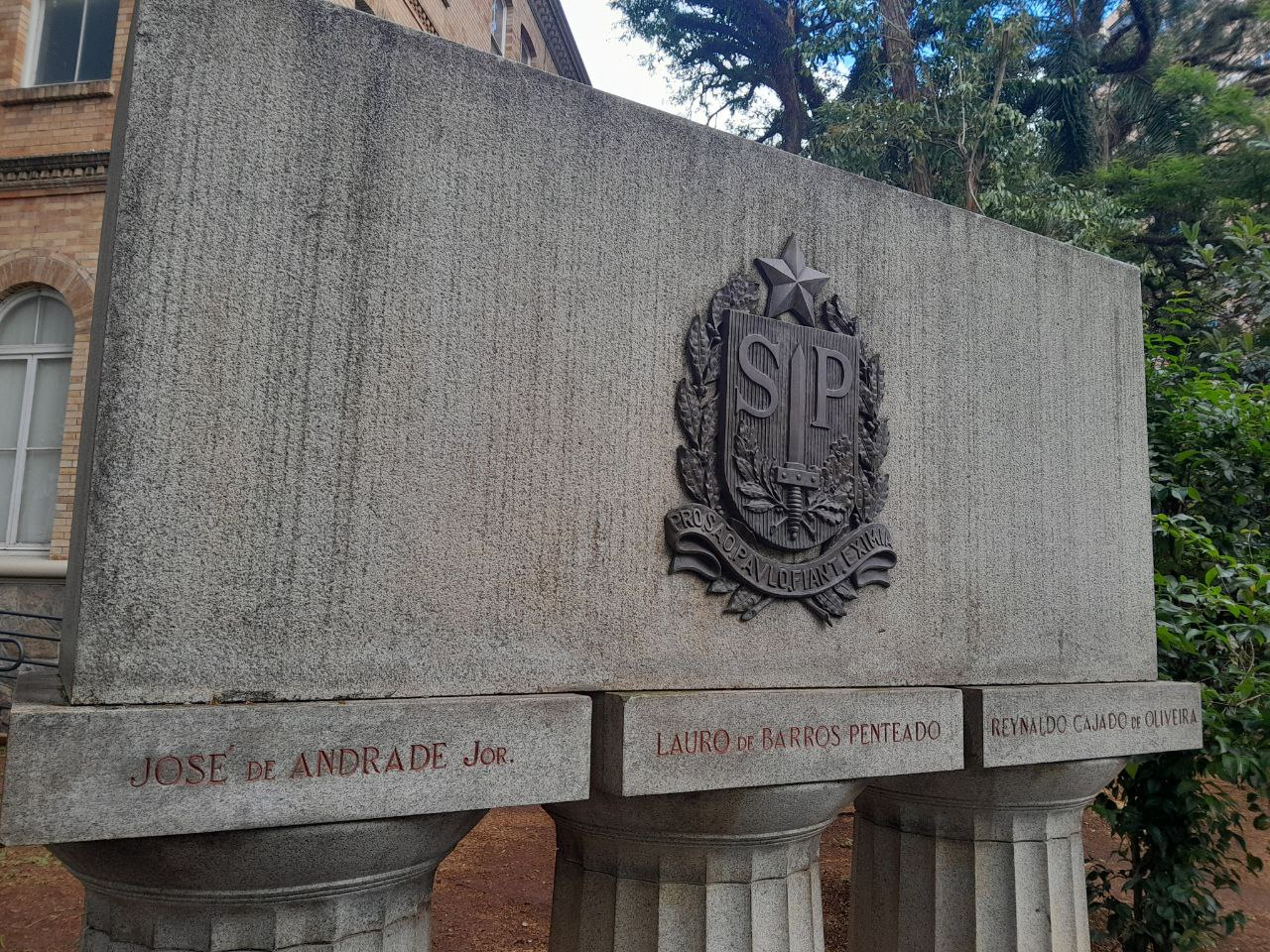
Homenagem aos estudantes da universidade que combateram na Guerra Constitucionalista de 1932.

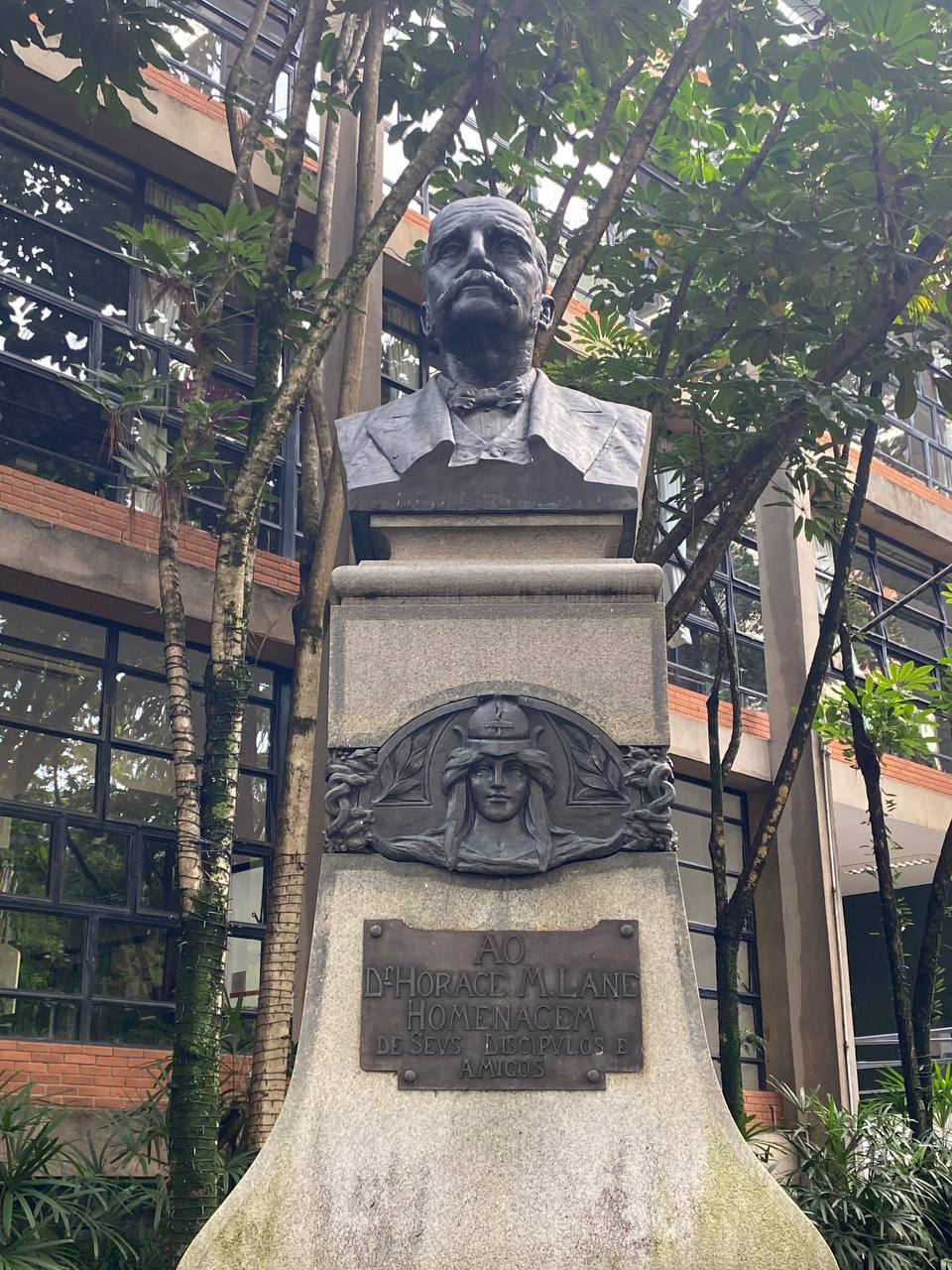
Busto de Horace Lane, antigo diretor da Escola Americana.

A Universidade Presbiteriana Mackenzie é de caráter confessional. Como instituição presbiteriana, é regida pela fé-cristã evangélica reformada e pela ética calvinista de vocação. Assim, o compromisso do Mackenzie é de estimular o conhecimento das "ciências humanas e divinas".

## Unidades acadêmicas
Escola de Engenharia (EE).
Faculdade de Computação e Informática (FCI).
Faculdade de Direito (FDir).
Faculdade de Arquitetura e Urbanismo  (FAU).
Centro de Comunicação e Letras (CCL).
Centro de Ciências Sociais e Aplicadas (CCSA).
Centro de Ciências Biológicas e da Saúde (CCBS).

Centro de Educação, Filosofia e Teologia (CEFT).

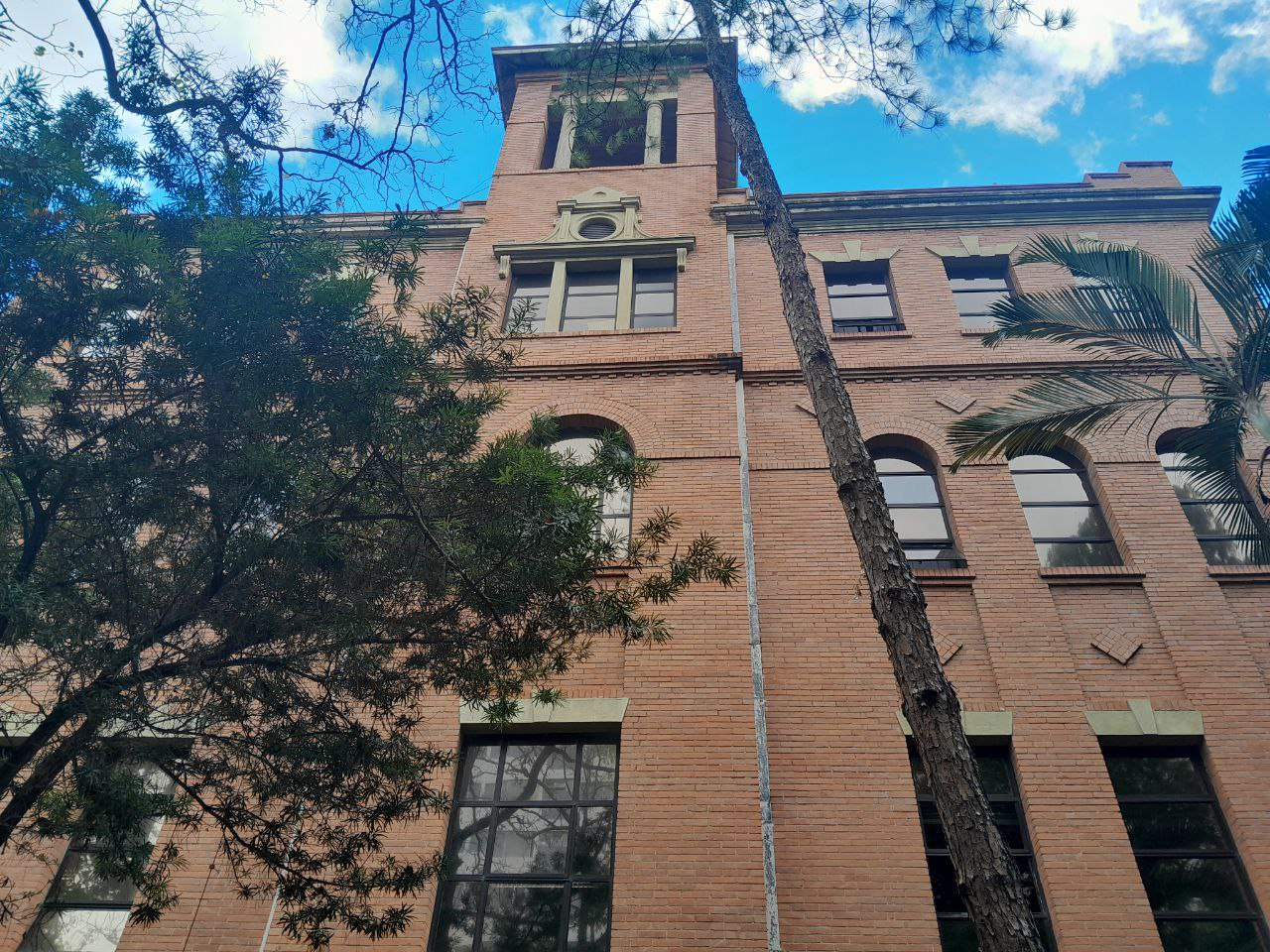
Faculdade de Direito - Horace Manley Lane.

### Edificações
Devido às origens dos fundadores e da ligação da religião presbiteriana com o país natal, os edifícios históricos da universidade possuem visível influência e elementos da arquitetura americana do século XIX. Dentre eles, destaca-se a proximidade com a Arquitetura Georgiana, por conta do uso predominante de tijolos vermelhos no exterior e ornamentos de inspiração renascentista, neoclássica e medieval, que também faz parte da identidade arquitetônica de universidades inglesas e americanas, como Universidade de Harvard, Universidade de Pensilvânia e Universidade de Leeds.

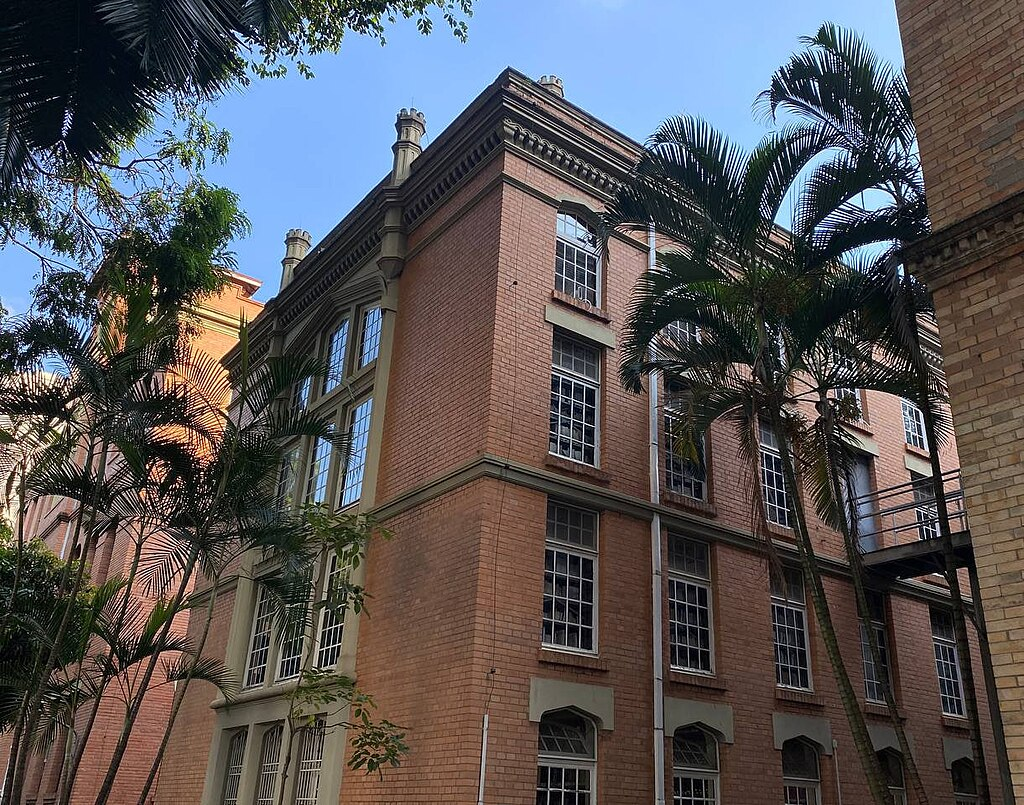
Biblioteca George Alexander.

### Escola de Engenharia (EE) e Faculdade de Arquitetura e Urbanismo (FAU)

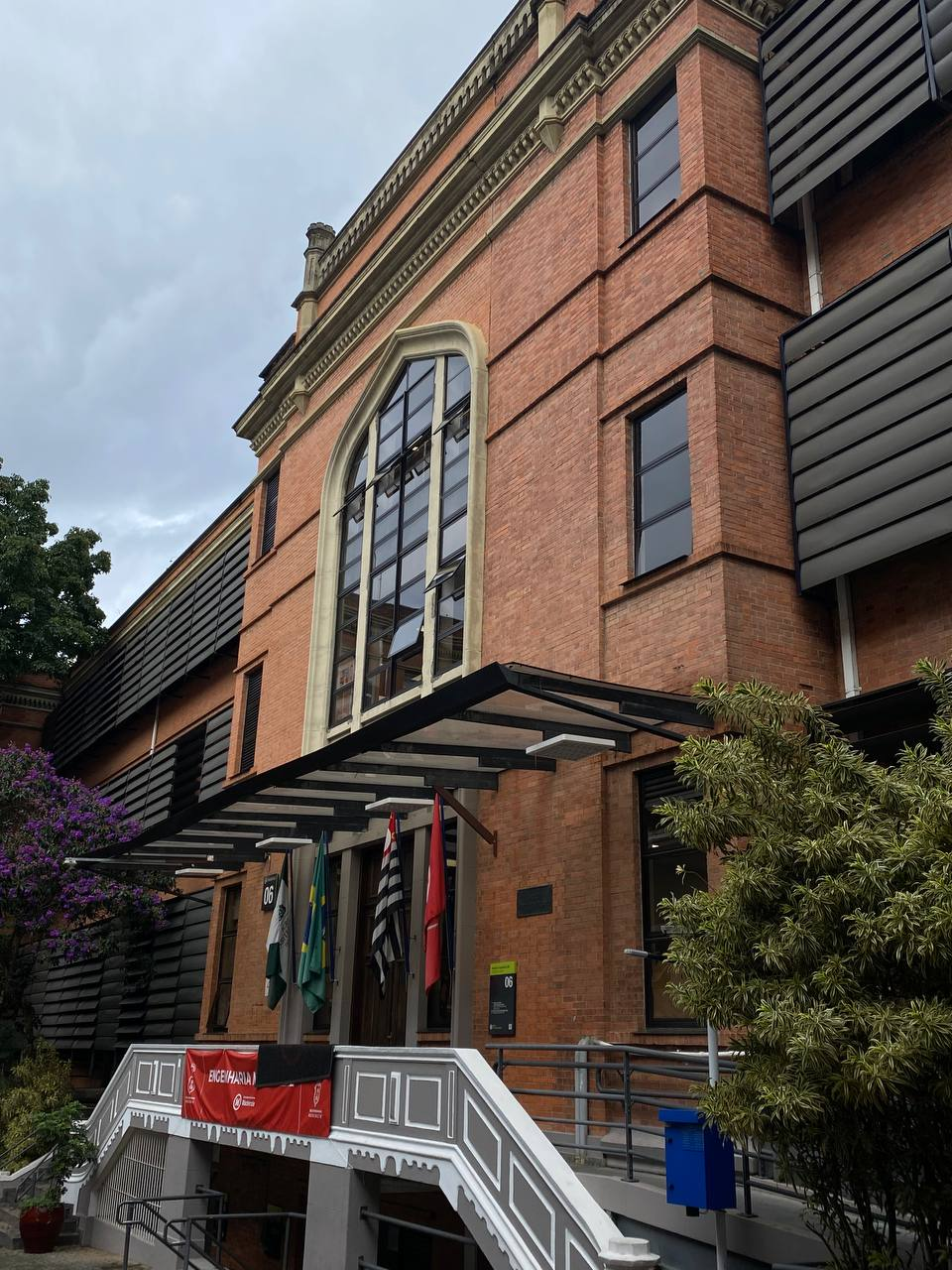
Escola de Engenharia Mackenzie - Henrique Pegado.

Em fevereiro de 1896, teve início o curso da Escola de Engenharia Mackenzie, com diplomas ainda expedidos pela Universidade de Nova Iorque e a primeira faculdade privada de engenharia do Brasil. A FAU teve seu início em 1917 por Cristiano Stockler das Neves, que tem um busto em sua homenagem na universidade. É uma das mais antigas e tradicionais escolas de arquitetura em atividade no país.  A instituição oferece estudas nas áres de engenharia elétrica, mecânica, civil, materiais, produção, química e computação. Foi também responsável pelo primeiro curso de Engenharia Química do país. Da Escola saíram nomes que enriqueceram a cultura nacional, como Adolpho Lindenberg, fundador da CAL, que mudou a paisagem da cidade de São Paulo com prédios neoclássicos cuja grife "Prédio Lindenberg" tornou-se sinônimo de charme e tradição nos bairros nobres paulistanos. Tanto a FAU como a EE formaram os arquitetos dos edifícios Itália, Farol Santander, Mirante do Vale e da reconstrução do Páteo do Colégio, símbolos culturais da cidade de São Paulo. Nos seus 100 anos de fundação, a EE foi homenageada com a inauguração do Complexo Viário Escola de Engenharia Mackenzie e da Usina Hidrelétrica Escola de Engenharia Mackenzie. Nos 150 anos do Mackenzie foi inaugurado Viaduto Engenheiro Antonio Moliterno, formado na EE onde também foi professor.

## Atletismo
Em 1896, um professor, Sr. Augusto Shaw, retornava dos Estados Unidos e começava a fazer uma grande propaganda de esportes como o basquete, o futebol e o rugby. Muitos alunos se interessaram por estes "divertimentos" e em 1898 se reuniram para fundar a Associação Atlética Mackenzie College.

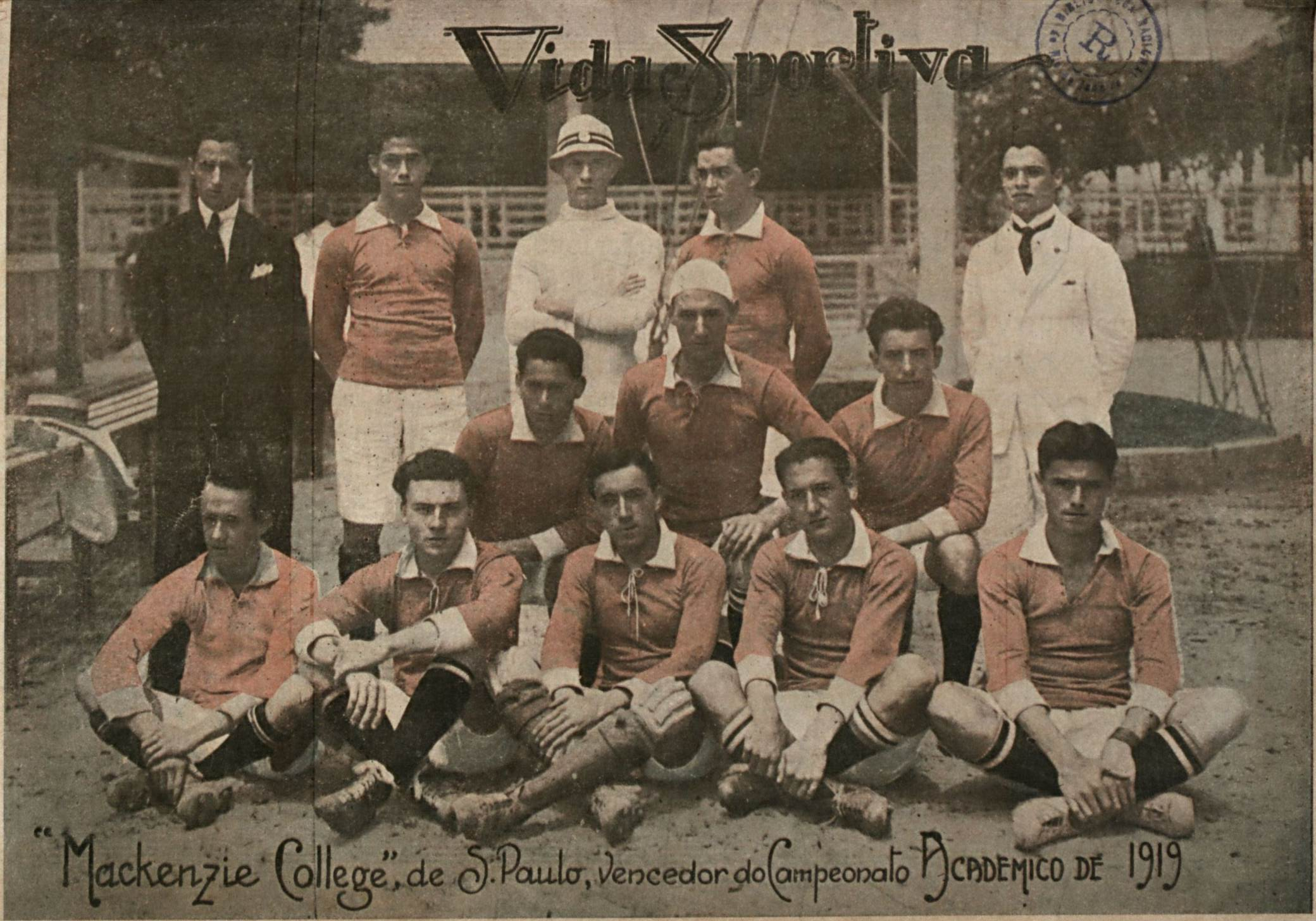
AA Mackenzie - Campeão Acadêmico de 1919.

Entre os fundadores do Mackenzie estava Belfort Duarte. Esse maranhense, estudante do colégio, foi quem fundou, em 1904, o America Football Club do Rio de Janeiro, além de ter sido o responsável pelo fato de o America ter tantos "clones" pelo Brasil inteiro. Mesmo em São Paulo, Belfort Duarte viria a fundar um América FC em 1916 (que mais tarde se chamaria Tremembé FC). Foram alguns alunos do Mackenzie que introduziram, em 1902, o futebol em Santos e em Sorocaba.
Dentre os maiores ídolos do clube se encontra Arthur Friedenreich, que foi com o Mackenzie entre 1912 e 1913, e Manuel Nunes, também conhecido como Neco.

O Mackenzie foi um dos fundadores da primeira liga de futebol do Brasil, a Liga Paulista de Futebol. Em 3 de maio de 1902 o primeiro jogo oficial da história do futebol paulista e brasileiro foi realizado entre Mackenzie e Germânia, tendo a equipe vencido por 2x1 com um gol de Mário Eppinghaus, um dos fundadores, que será conhecido para sempre como o autor do primeiro gol oficial do futebol brasileiro.

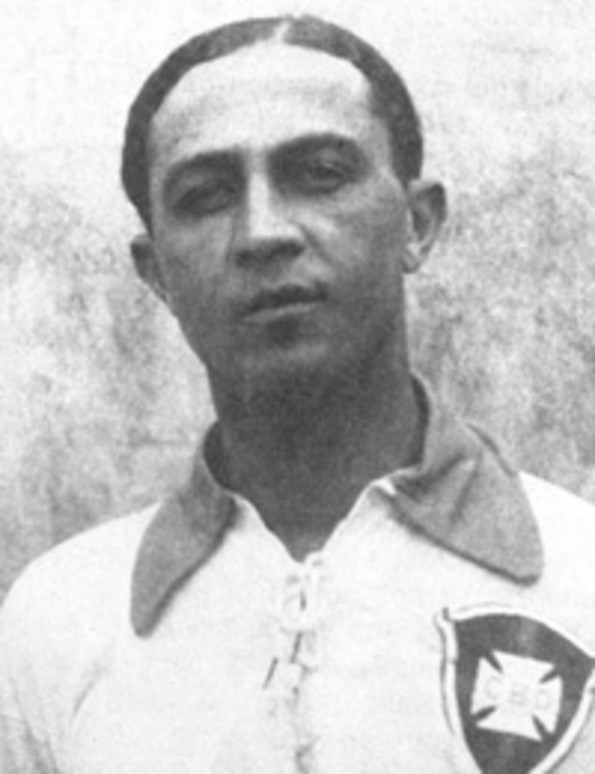
Arthur Friedenreich.
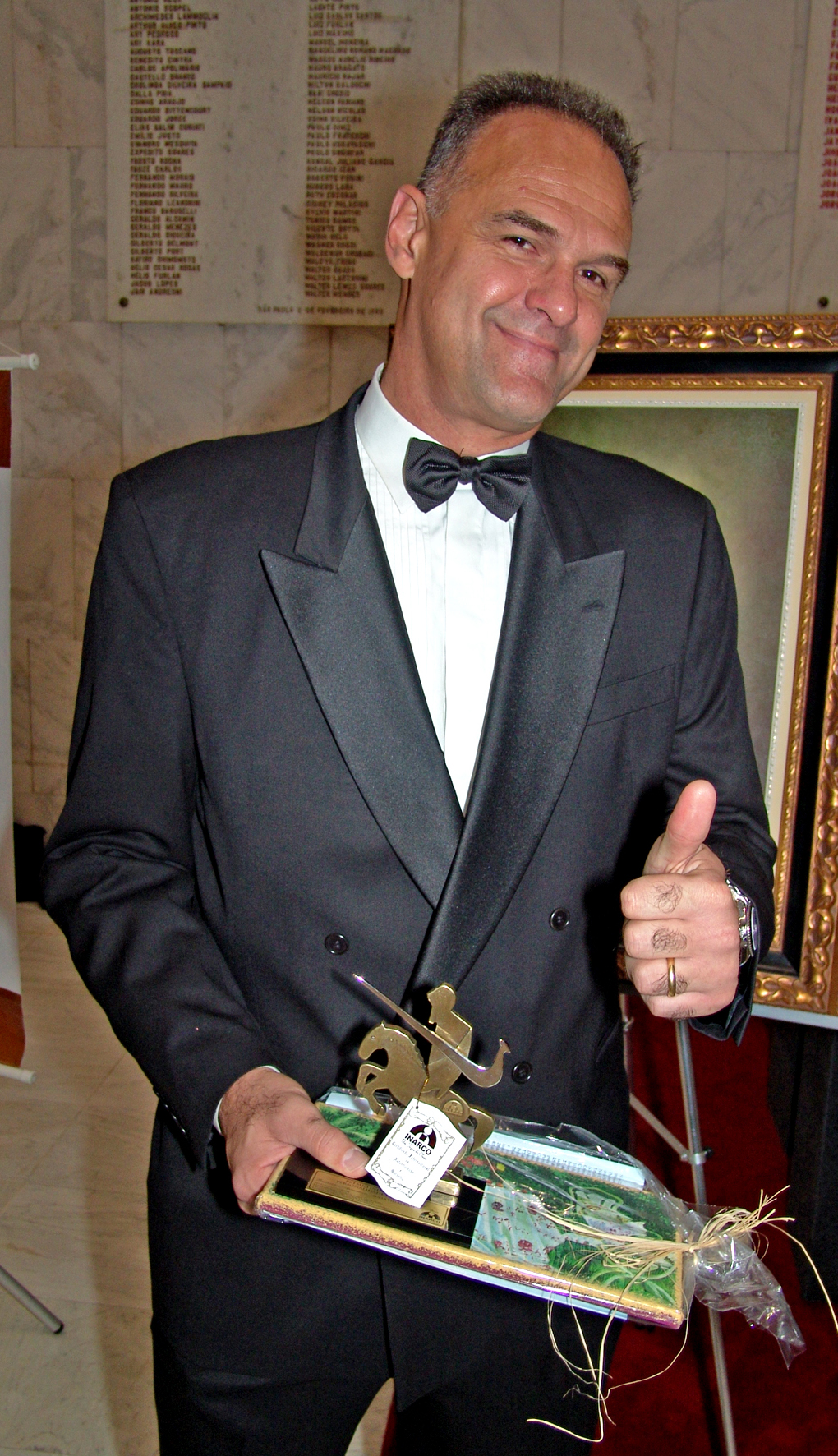
Oscar Schmidt.
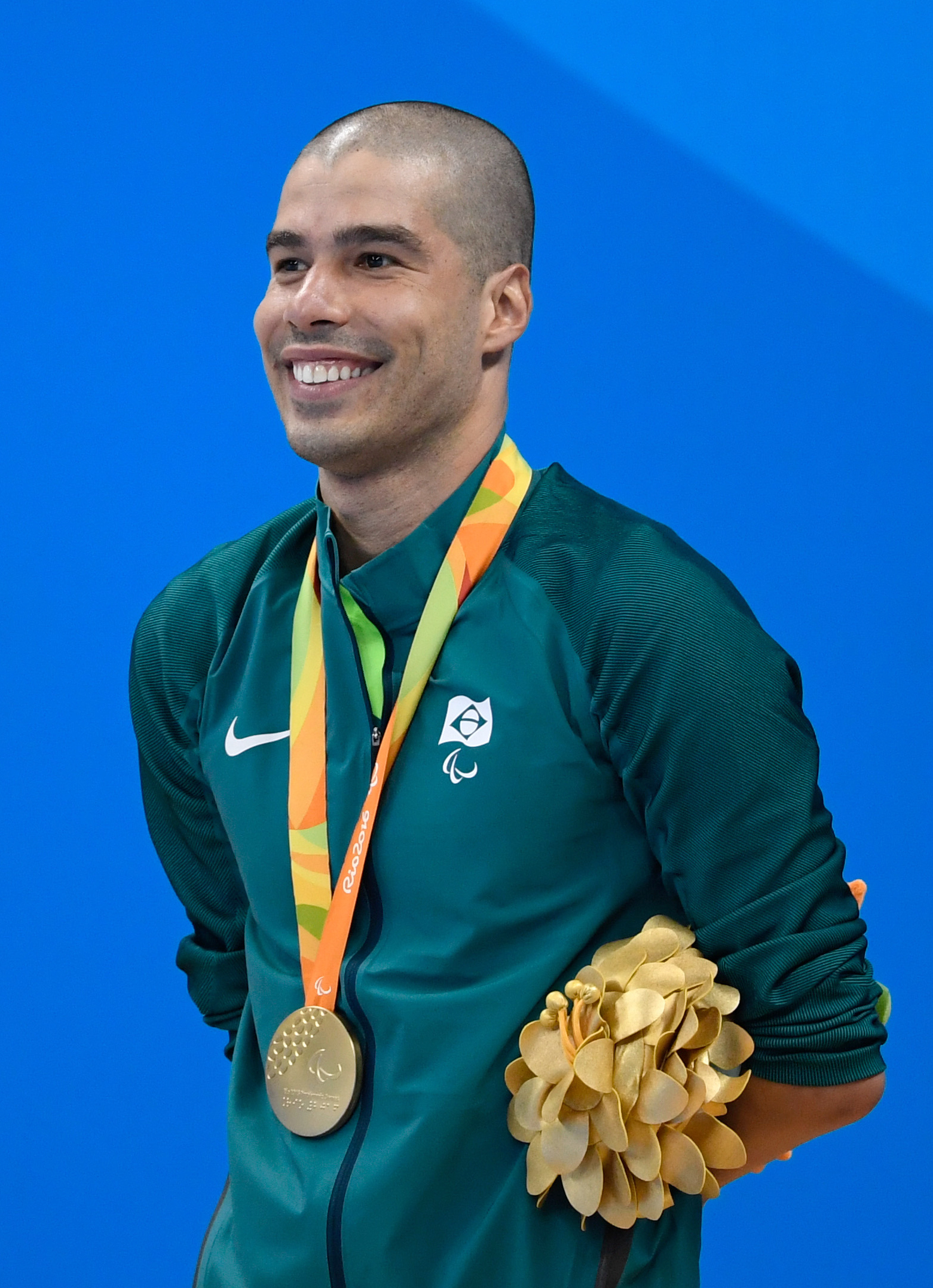
Daniel Dias.
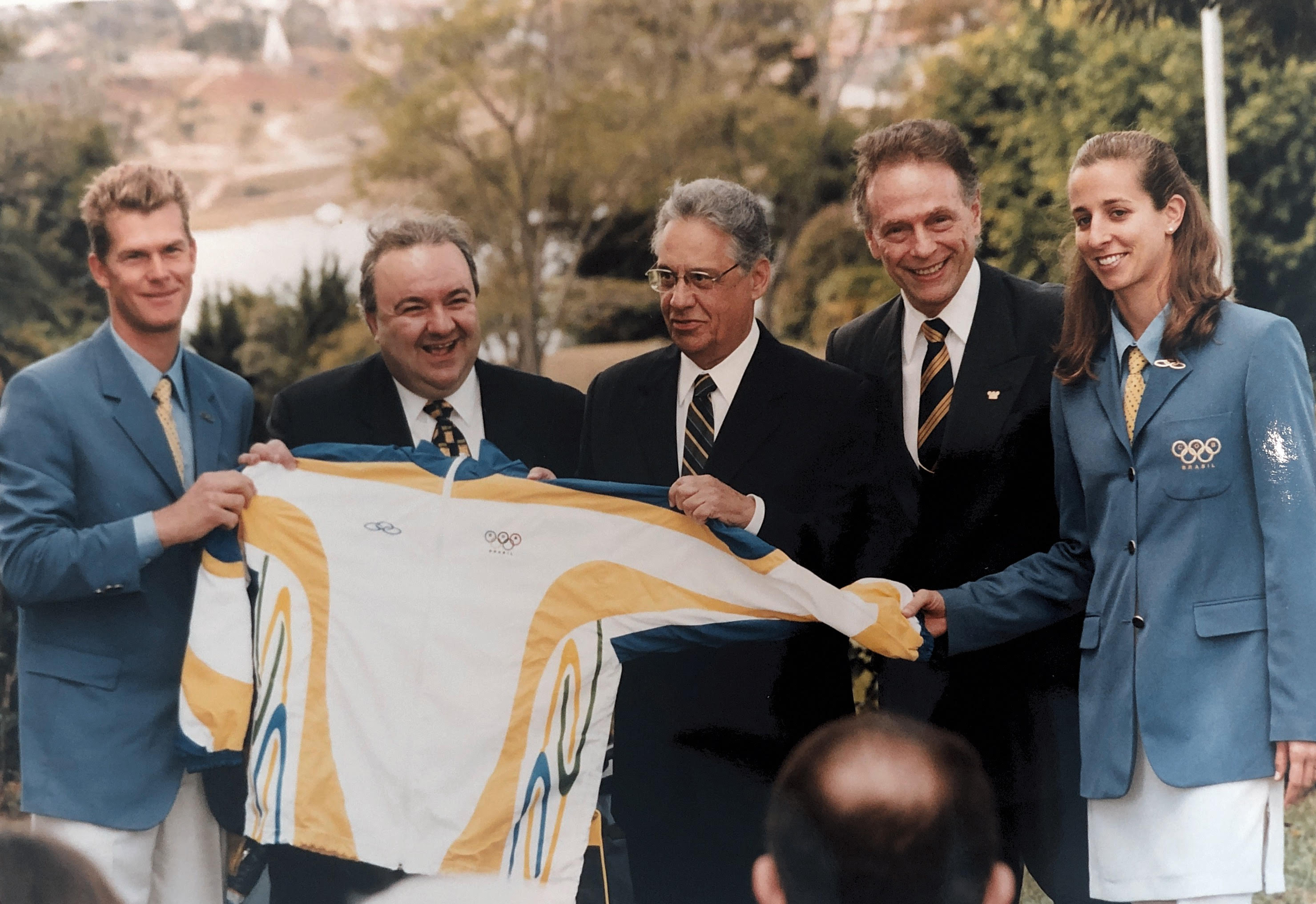
Robert Scheidt.

Hoje a instituição mantém sua tradição esportiva através da Seleção Mackenzie, que compete nas altas divisões do xadrez, badminton, esgrima, polo aquático, atletismo, natação, judô, jiu-jitsu, taekwondo, tênis, tênis de mesa, voleibol, basquetebol, handebol e futsal. A universidade oferece bolsa de estudos para estudantes atletas, da qual fizeram parte os nacionalmente aclamados e medalhistas de ouro Oscar Schmidt, Daniel Dias e Robert Scheidt, considerados os maiores atletas da história nacional em seus respectivos esportes.

## Universidades conveniadas
A Coordenadoria Internacional, criada em julho de 2003, originalmente com o nome de ACOI (Assessoria de Cooperação Interinstitucional e Internacional), representa e apoia a Reitoria da Universidade Presbiteriana Mackenzie, no desenvolvimento e implantação de atividades e projetos interinstitucionais e internacionais, visando à promoção da troca de experiências entre estudantes, docentes e pesquisadores de outras instituições em estudo, pesquisa e extensão. Hoje, é simplesmente denominada COI (Coordenadoria de Cooperação Internacional e Interinstitucional). Entre nossas funções e objetivos estão:
- Assessorar os diversos setores da UPM, com vistas à concretização de acordos de cooperação com outras instituições;
- Prospecção de novos projetos de colaboração com instituições já conveniadas e acompanhamento do relacionamento com os organismos que mantêm atividades correlatas;
- Desenvolvimento de uma central de informações virtual para acesso dos alunos do Mackenzie, com informações acerca de oportunidades de aperfeiçoamento no exterior;
- Intermediação de acordos com instituições universitárias do Brasil e do exterior para elaboração de propostas de intercâmbio;
- Apoiar estudantes e professores visitantes, do Brasil e do exterior, participantes de programas de intercâmbio;
- Manutenção de banco de dados atualizado com informações sobre as instituições conveniadas e órgãos de fomento nacionais e internacionais.

As universidades e instituições conveniadas são:
- Angola: Instituto Superior Politécnico Evangélico do Lubango;
- Alemanha:Universität Siegen, Bauhaus-Universität Weimar, Leibniz Universität Hannove Westfälische Wilhelms-Universitat Münster e Alanus Hochschule;
- Argentina:Universidad Católica de Córdoba, Universidad de Congreso, Universidad Nacional de Córdoba e Universidad Nacional de Quilmes;
- Austrália: Queensland University of Technology, University of Technology Sydney, RMIT University, University of South Australia, Curtin University e University of New England;
- Áustria: Technische Universität Graz;
- Bélgica: Katholieke Universiteit Leuven e Universiteit Hasselt;
- Bulgária: Institute of Mechanics, Bulgarian Academy of Science;
- Canadá: Kwantlen Polytechnic University e Acadia University;
- Chile: Centro de Formacíon Técnica Lota Arauco, Universidad de Concepción, Universidad Adolfo Ibáñez, Universidad Austral de Chile, Universidad Mayor, Universidad de Chile, Universidad de Valparaíso, Universidad de Los Lagos e Universidad Diego Portales;
- China: Chang'an University e Hohai University;
- Colômbia: Universidad de Caldas, Universidad de Medellin, Universidad Nacional de Colombia e Corporación Tecnológica de Bogotá;
- Coreia do Sul: Konkuk University, Chung-Ang University, Soongsil University, Kyungpook National University e Handong Global University;
- Eslovênia: Univerza v Mariboru;
- Espanha: Universidad de Jaén, Universidad de Valladolid, Universidad de Cantabria, Universidad de Gran Canaria, Universidade da Coruña, Universidad de Castilla-La Mancha, Universidad de Salamanca, Universidad Politécnica de Madrid, Universidad de Cádiz, Universitat Autònoma de Barcelona, Universidad de Sevilla, Universidad Nebrija, Fundación Manuel Giménez Abad de Estúdios Parlamentarios, Fundación Cultural Brasil Europa e Fundación Internacional Artecitta;
- Estados Unidos da América: Pittsburg State University, Pittsburgh University, University of Rochester, Fordham University, Miami University, North Greenville University, Property Rights Alliance, Rice University, Texas Tech University, Syracuse University, Universidade Notre Dame Du Lac, University of Washington Tacoma, Wright State University, Malone College, State University of New York at Albany, University of Central Oklahoma, Pepperdine University - School of Law, Xavier University, Dallas Baptist University, University of Missouri, Adler University - School of Professional Psychology, Association of Chartered Certified Accountants, Discovery Institute e Savannah State University;
- Finlândia: Tampere University of Technology e Tampere University;
- França: Aix Marseille Université,Université de Versailles Saint-Quentin-en-Yvelines, Université Paris-Est, Institut Supérieur de Gestion, Paris School of Business, École d'Architecture Marne-la-Vallée, Université de Nantes - L'école de Design, Université Pierre-Mendès-France Grenoble, Université de Pau et des Pays de L’Adour, École Paris Val de Seine, École Nationale Supérieure d'Architecture de Versailles, Université Lumière Lyon 2, Université de Bretagne Occidentale e ESG-École de Commerce;
- Irlanda: Dublin Business School e Waterford Institute of Technology;
- Israel: Universidade Hebráica de Jerusalem;
- Itália: Florence University of Arts, Politecnico di Milano, Università di Pisa, Università degli Studi di Perugia, Università degli Studi di Firenze, Università degli Studi di Ferrara, Università Politecnica Delle Marche e Università di Bologna;
- Japão: Meiji University;
- Liechtenstein: Liechtenstein University;
- Luxemburgo: Université du Luxembourg;
- Malta: Prime Language Courses;
- México: Universidad Autonoma de Guerrero, Universidad Autónoma de Aguascalientes, Universidad de la Comunicación e Universidad Alfa y Omega;
- Moçambique:A Politécnica de Moçambique;
- Nova Zelândia: Auckland University of Technology;
- Polônia: Warsaw University of Technology;
- Portugal: Universidade Aberta, IADE - Creative University, Instituto Politécnico do Cávado e do Ave, Universidade Nova de Lisboa, Universidade Lusófona de Humanidades e Tecnologias, Universidade do Porto, Instituto Politécnico do Porto, Universidade Portucalense Infante D. Henrique, Instituto Superior de Contabilidade e Administração de Coimbra, Instituto Politécnico da Guarda, Universidade de Évora, Universidade de Lisboa, Universidade de Trás-os-Montes e Alto Douro, Universidade do Algarve, Universidade Lusófona de Humanidades e Tecnologias, Universidade do Minho, Instituto Politécnico de Castelo Branco, Instituto Politécnico de Coimbra, Universidade Beira Interior, Universidades Lusíadas e Universidade Católica Portuguesa;
- República Dominicana: Pontificia Universidad Católica Madre y
Maestra;
- Romênia: Babes-Bolyai University e University of Alba Iulia;
- Rússia: Far Eastern State Transport University;
- Suíça: Swiss International Law School e Swiss Education Group;
- Singapura: National University of Singapore;
- Turquia: Nevşehir Hacı Bektaş Veli Üniversitesi e Istanbul Aydın University.

## Pós-graduação
A universidade oferece programas de pós-graduação stricto sensu - mestrado, doutorado e pós-doutorado, e lato sensu - especialização e MBA, bem como cursos de extensão. Os programas de pós-graduação stricto sensu são oferecidos no Campus Higienópolis, em São Paulo. A universidade conta com programas de pesquisa nas mais variadas áreas de conhecimento:
- Centro de Ciências Sociais Aplicadas (CCSA):
  - Mestrado e Doutorado em Administração de Empresas;
  - Mestrado Profissional em Administração do Desenvolvimento de Negócios;
  - Mestrado e Doutorado Profissional em Controladoria e Finanças Empresariais;
  - Mestrado Profissional em Economia e Mercados;
- Faculdade de Arquitetura e Urbanismo (FAU):
  - Mestrado e Doutorado em Arquitetura e Urbanismo;
- Centro de Educação, Filosofia e Teologia (CEFT):
  - Mestrado e Doutorado em Ciências da Religião;
  - Mestrado e Doutorado em Educação, Arte e História da Cultura;
- Escola de Engenharia (EE):
  - Mestrado e Doutorado em Ciências e Aplicações Geoespaciais;
  - Mestrado e Doutorado em Engenharia de Materiais e Nanotecnologia;
  - Mestrado e Doutorado em Engenharia Elétrica e Computação;
- Faculdade de Direito (FD):
  - Mestrado e Doutorado em Direito Político e Econômico;
- Centro de Ciências Biológicas e da Saúde (CCBS):
  - Mestrado e Doutorado em Distúrbios do Desenvolvimento;

- Centro de Comunicação e Letras (CCL):
  - Mestrado e Doutorado em Letras.

## Produção Científica e Cultural

#### Editora Mackenzie

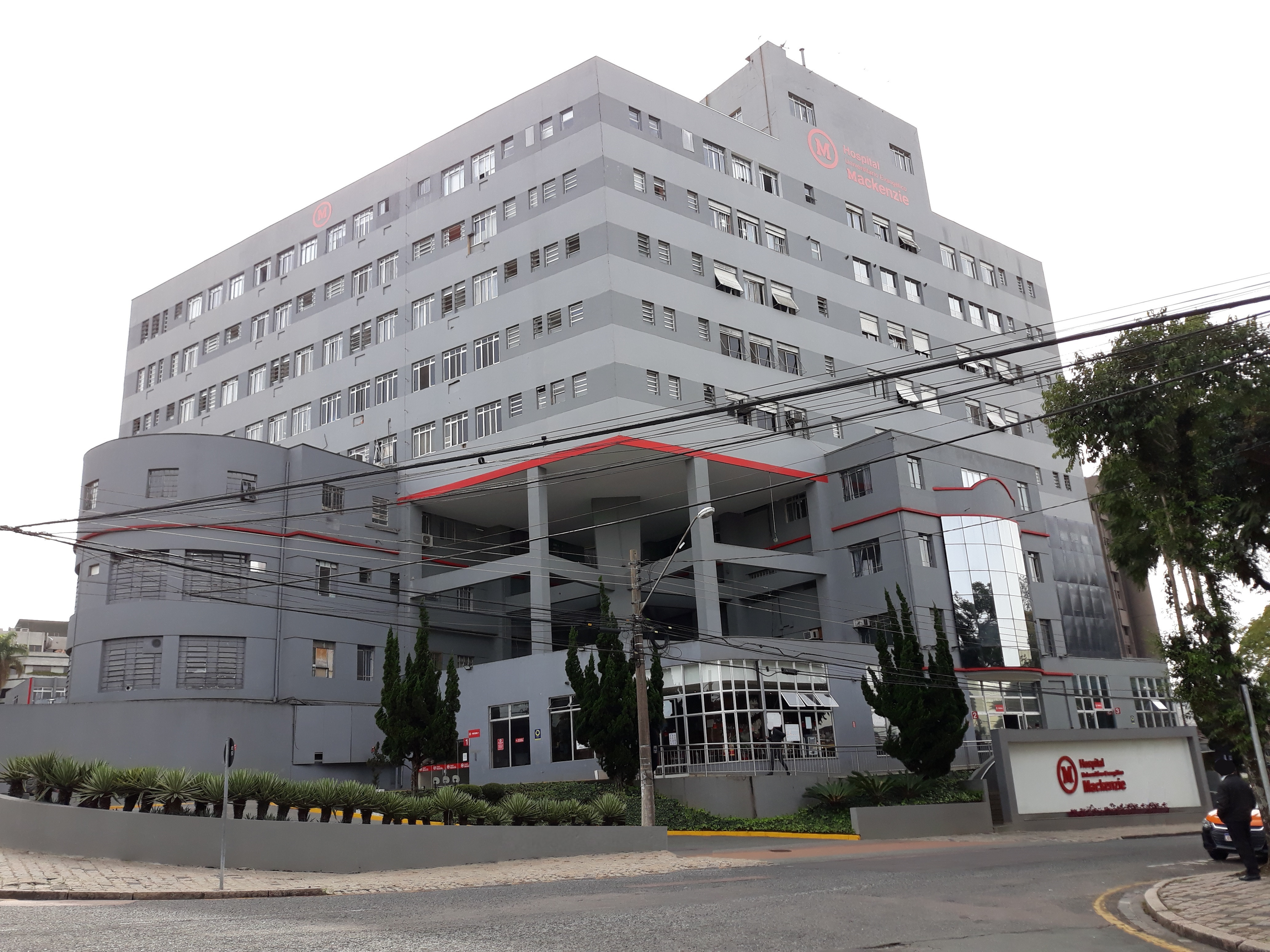
Hospital Universitário Mackenzie, em Curitiba

A Editora Mackenzie iniciou suas atividades em 1999, com o intuito de atender à necessidade de divulgação da produção acadêmica de uma instituição de mais de 140 anos de existência. Sua criação coloca a Universidade Presbiteriana Mackenzie ao lado daquelas que têm incentivado e contribuído para a difusão do conhecimento e da cultura, estreitando assim a relação universidade-sociedade.
O objetivo da Editora Mackenzie é a publicação e divulgação da produção acadêmica e intelectual dos profissionais - professores e alunos - ligados à Universidade Presbiteriana Mackenzie e ao Instituto Presbiteriano Mackenzie, bem como de autores de outras instituições. Entre suas principais publicações estão livros paradidáticos, de interesse geral e de caráter mais acadêmico - teses de doutorado e dissertações de mestrado, já convertidas para o formato final de livro - e revistas técnico-científicas das Unidades da Universidade.

### MackGraphe
O Centro de Pesquisas Avançadas em Grafeno, Nanomateriais e Nanotecnologia (MackGraphe) tem por objetivo dominar as técnicas de obtenção do grafeno, tido como a matéria-prima do século XXI. O grafeno, catalogado como o material mais resistente do mundo, é um cristal bidimensional de átomos de carbono, organizados em uma rede de padrão hexagonal. Em comparação com uma substância de uso cotidiano, uma folha grande do material é muito mais fina que a espessura do filme plástico.
Iniciou as atividades em 2013 com um orçamento em torno de US$ 20.000.000,00, que incluiu a construção de um novo prédio inaugurado no dia 2 de março, 2016, com a presença do Prof. Sir Andre Geim, prêmio Nobel de Física de 2010, com 7 andares mais 2 andares de subsolo e uma sala limpa classe 1.000 com área aproximada de 200 m2. O MackGrapghe é um centro “irmão” do Centre for Advanced 2D Materials (CA2DM), da Universidade Nacional de Cingapura, atuando de forma complementar.
Para que a pesquisa seja capaz de deixar os limites do laboratório, o MackGraphe visa a controlar processos em todos os estágios do desenvolvimento da tecnologia, desde o modelamento dos nanomateriais até sua aplicação, passando pela síntese, caracterização e integração com outros elementos. Isto é obtido através de uma equipe interdisciplinar, que inclui Engenheiros, Físicos e Químicos.

### Rádio Observatório Pierre Kaufmann

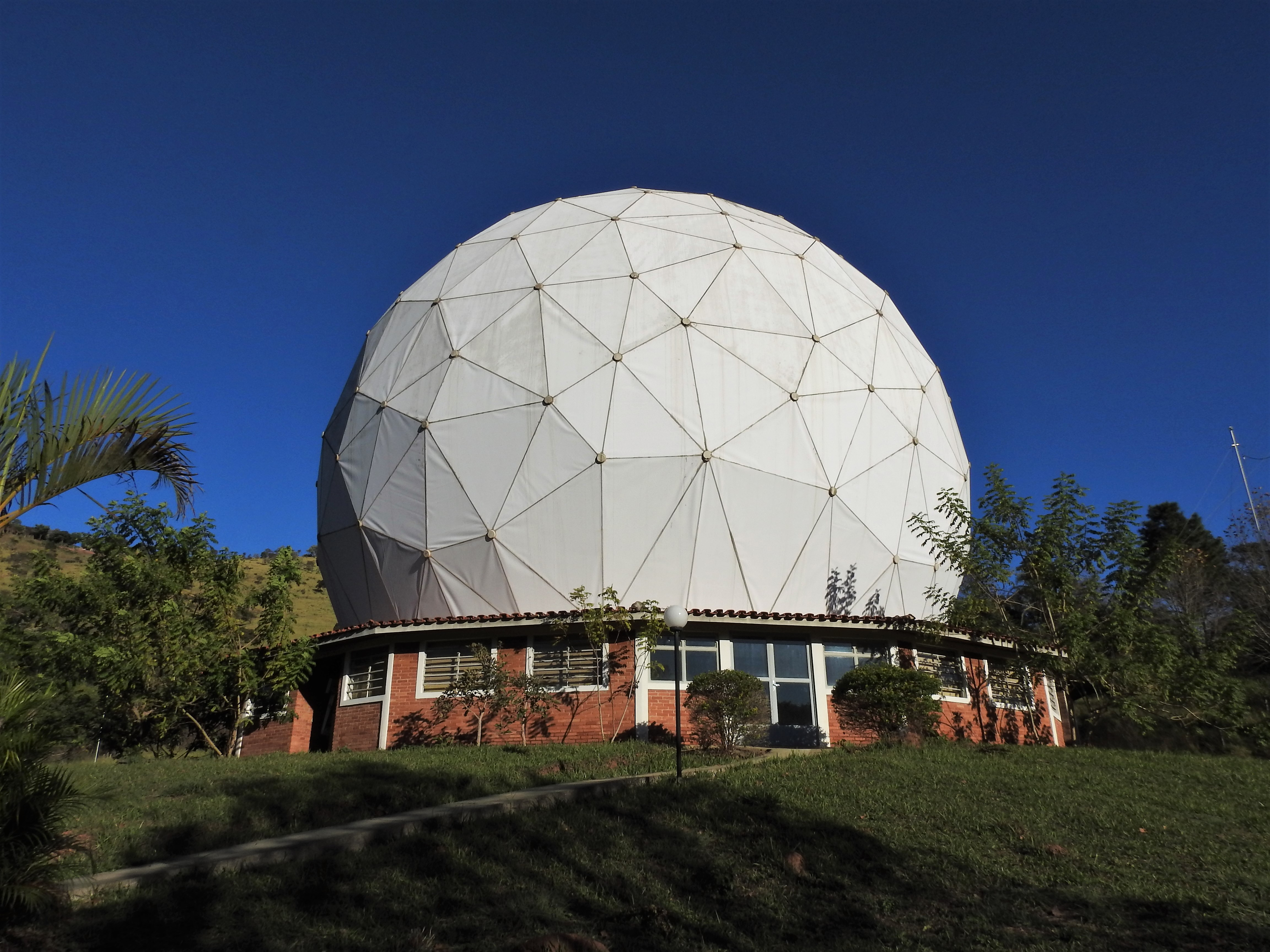
Rádio Observatório Pierre Kaufmann.

O Rádio Observatório Pierre Kaufmann (ROPK) – anteriormente conhecido como Rádio Observatório de Itapetinga – foi reinaugurado nesta terça-feira, 10 de dezembro, em Atibaia, na região metropolitana de São Paulo. O equipamento, pertencente à Universidade Presbiteriana Mackenzie (UPM), é operado com a participação do Instituto Nacional de Pesquisas Espaciais (INPE). Fundado em 1970, o observatório foi desativado em 2014, após o INPE não conseguir manter suas equipes de pesquisa e técnicas. Em 2017, a UPM decidiu reinaugurar o equipamento e homenagear o ex-coordenador do Centro de Radioastronomia e Astrofísica Mackenzie (CRAAM), professor Pierre Kaufmann, fundador do observatório. A NASA enviou uma carta parabenizando a universidade pela reativação do Rádio Observatório.
Além do papel fundamental na rádio astronomia nacional, hoje o ROPK vem ampliando seu apoio a diversas atividades ligadas a outras disciplinas e Instituições, como no caso do Projeto Ecológico de Longa Duração da UNESP de Rio Claro, a ONG Simbiose, o Instituto Federal de Bragança Paulista, a UniFaat e a Prefeitura de Atibaia. No âmbito da Universidade Presbiteriana Mackenzie, o ROPK possui colaboração dos professores da Escola de Engenharia, como no caso do Mack Bambu da engenharia civil, que vem pesquisando a utilização deste material na fabricação de moradias sustentáveis.

## Alunos e Professores Notáveis

#### Alunos Notáveis
Ler mais em: Alunos da Universidade Presbiteriana Mackenzie.

Entre os alunos da universidade, se destacam governadores, ministros, juristas, filósofos, políticos, jornalistas, atletas olímpicos, empresários, grandes artistas, além de figuras da história brasileira. Muitos exerceram o magistério em suas áreas no Mackenzie.

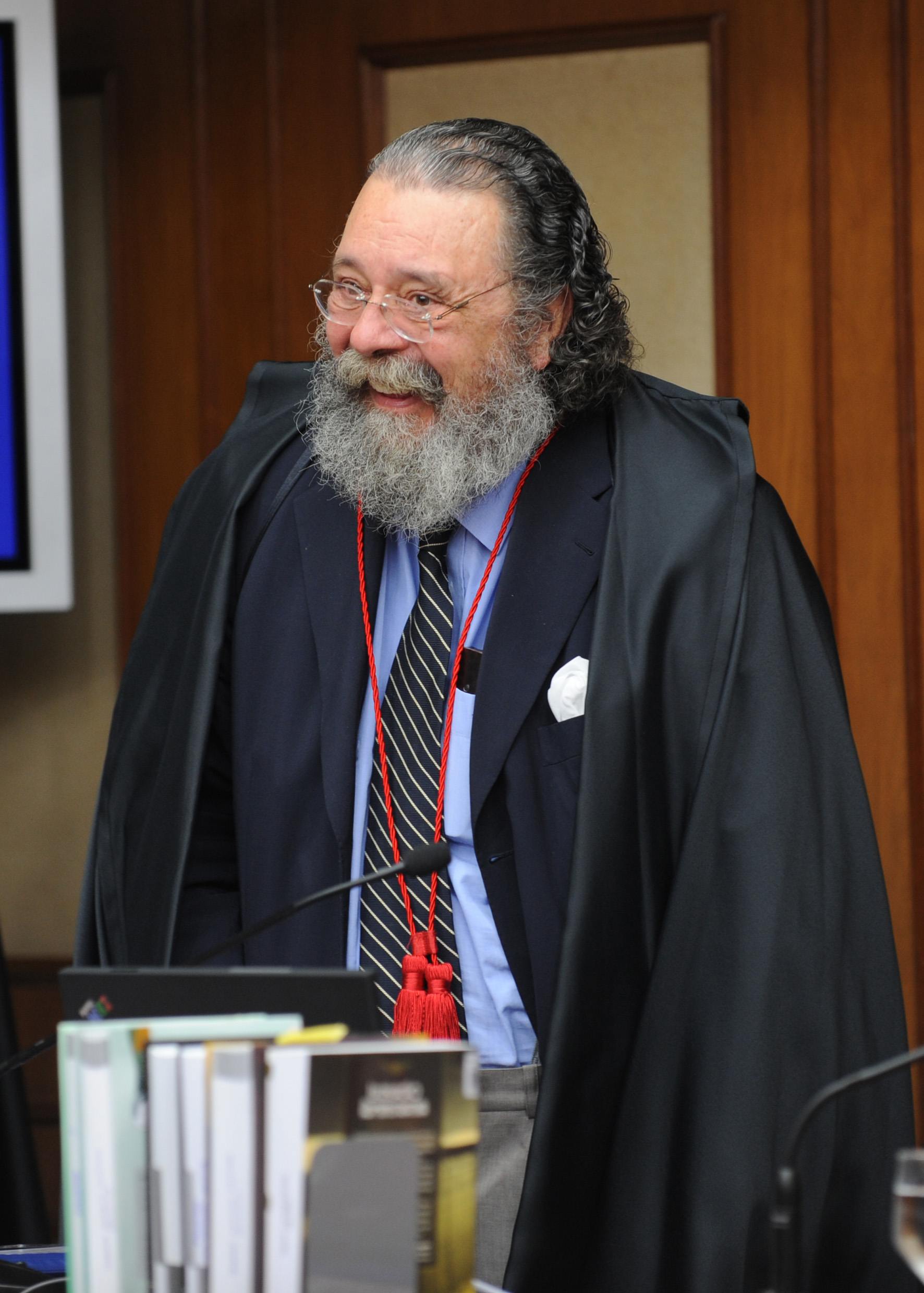
Eros Grau, Ministro do Supremo Tribunal Federal e Oficial da Legião de Honra Francesa.
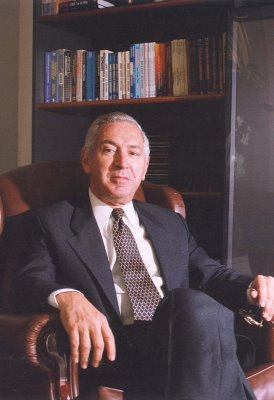
Idalberto Chiavenato, um dos autores mais respeitados na área de Administração de Empresas do Brasil.
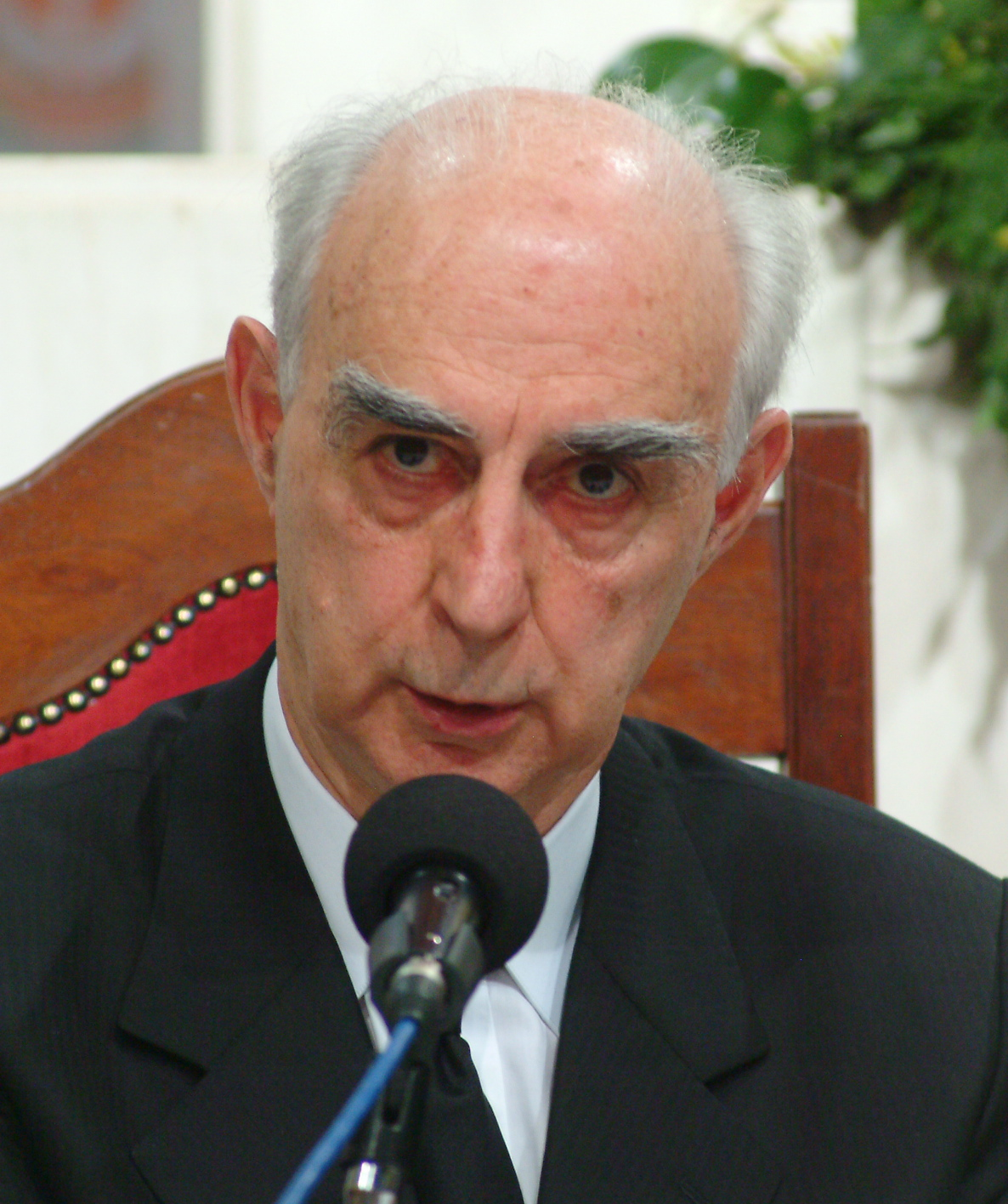
Cláudio Lembo, 57° Governador de São Paulo (PhD)
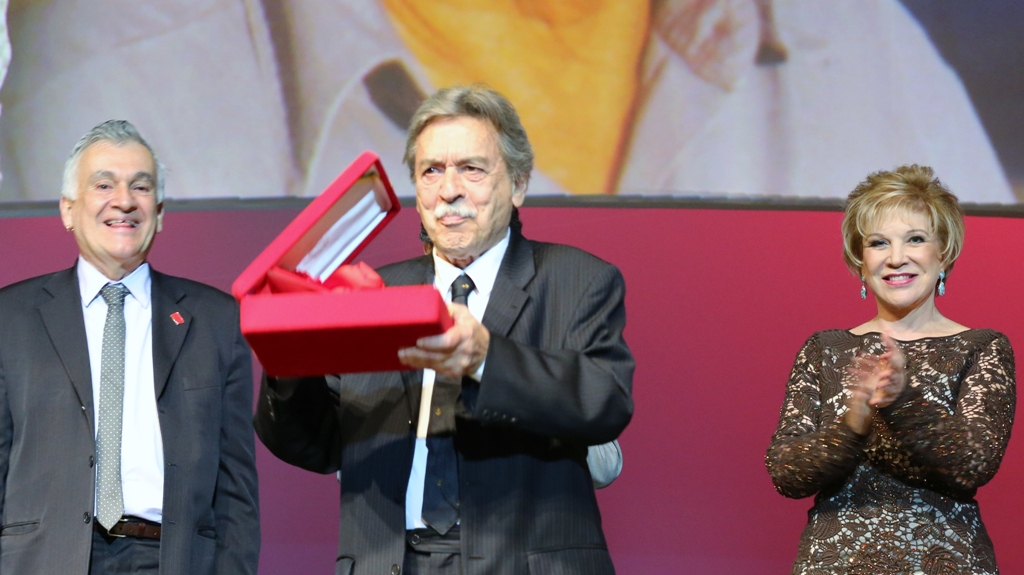
Paulo Mendes da Rocha, vencedor do Prêmio Pritzker, considerado o Nobel da Arquitetura.
Chu Ming Silveira, referenciada arquiteta, designer e criadora do orelhão.
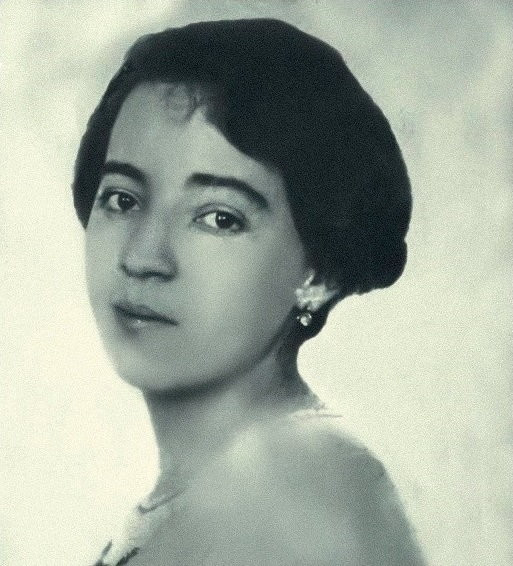
Anita Malfatti, considerada pioneira da Arte Moderna no Brasil. Foi parte do Grupo dos Cinco.
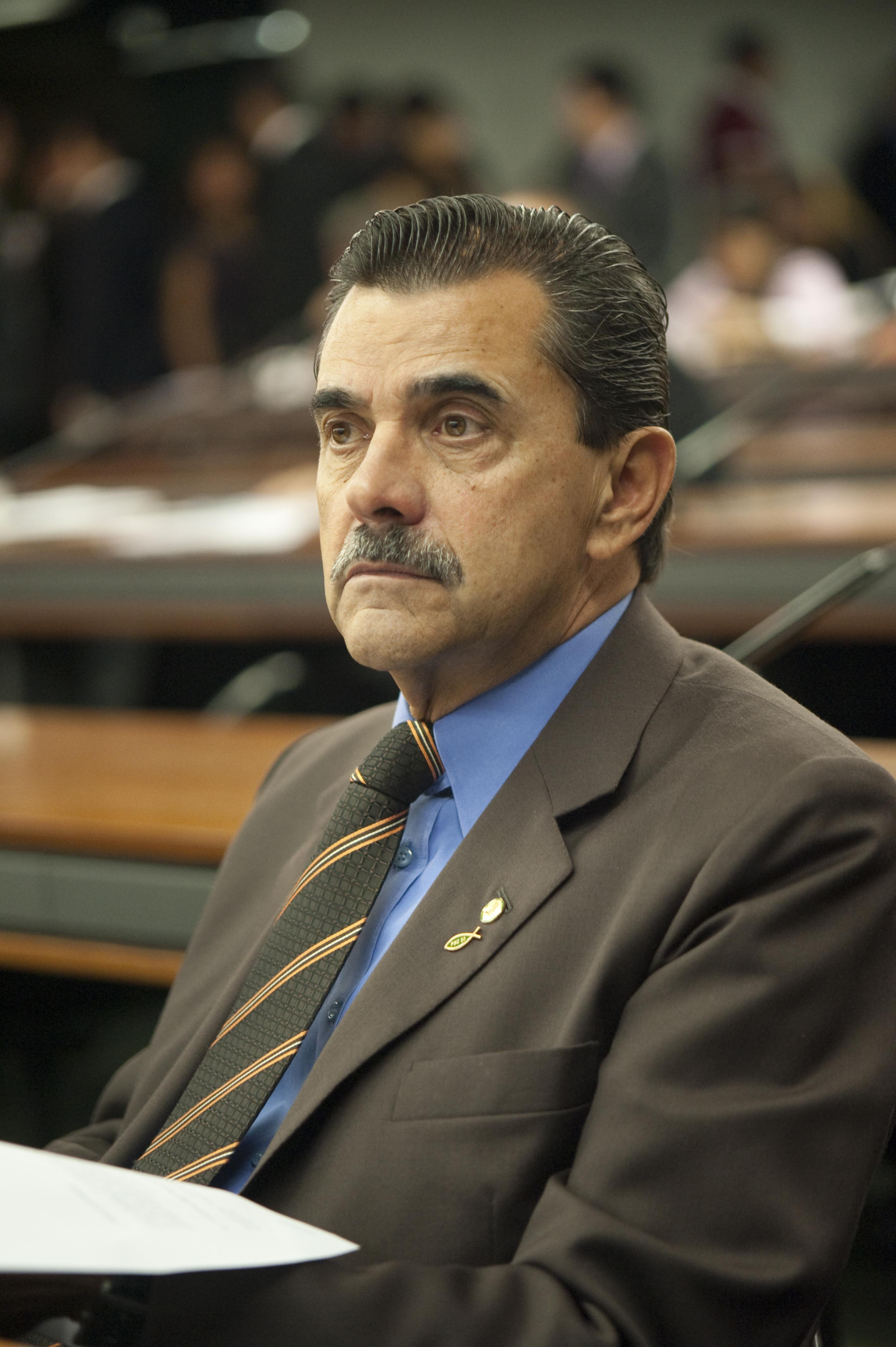
Régis de Oliveira, desembargador, professor universitário e vice-prefeito de São Paulo. Autor da lei da Alienação Parental.
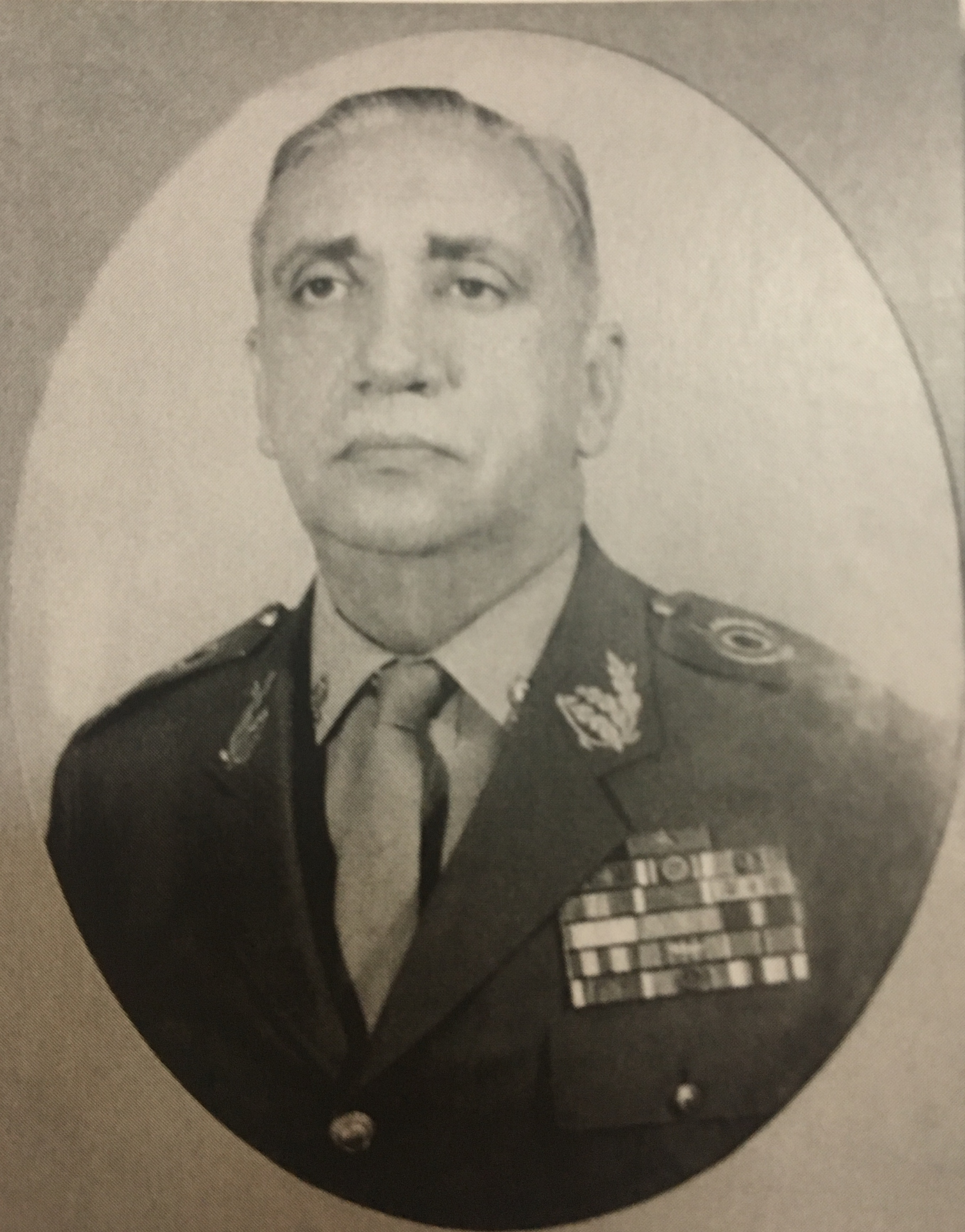
General Carlos de Meira Mattos, um dos principais teóricos da geopolítica brasileira do pós-guerra.
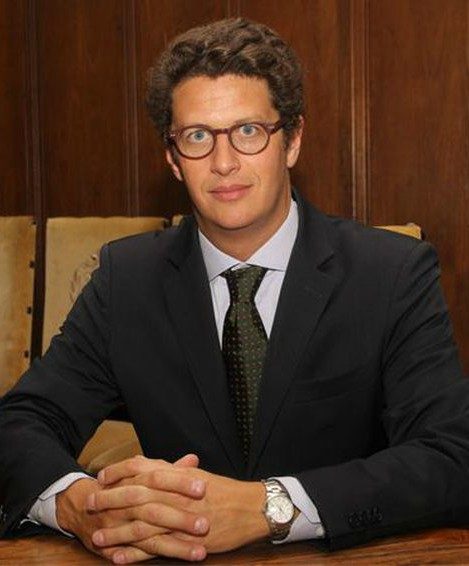
Ricardo Salles, 17° Ministro do Meio Ambiente do Brasil.
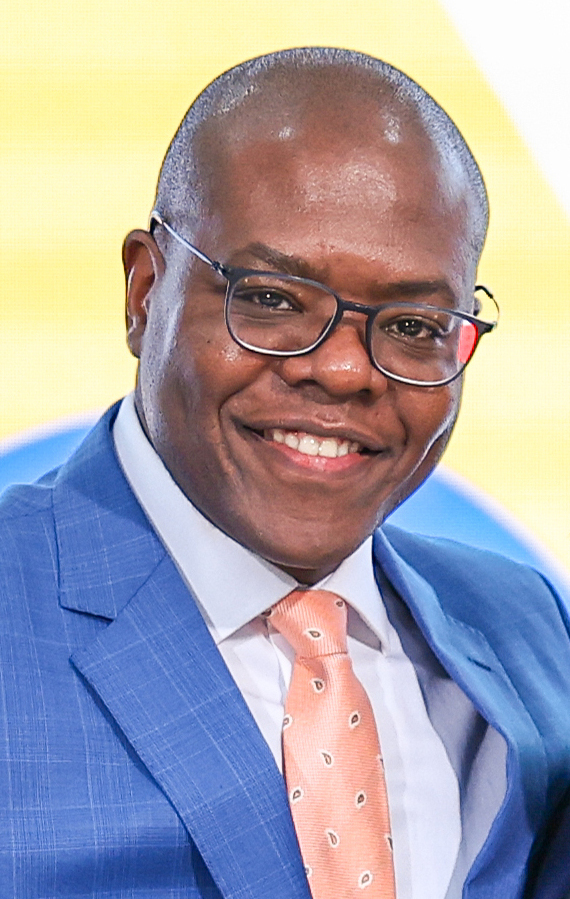
Silvio de Almeida, 15° Ministro dos Direitos Humanos do Brasil.
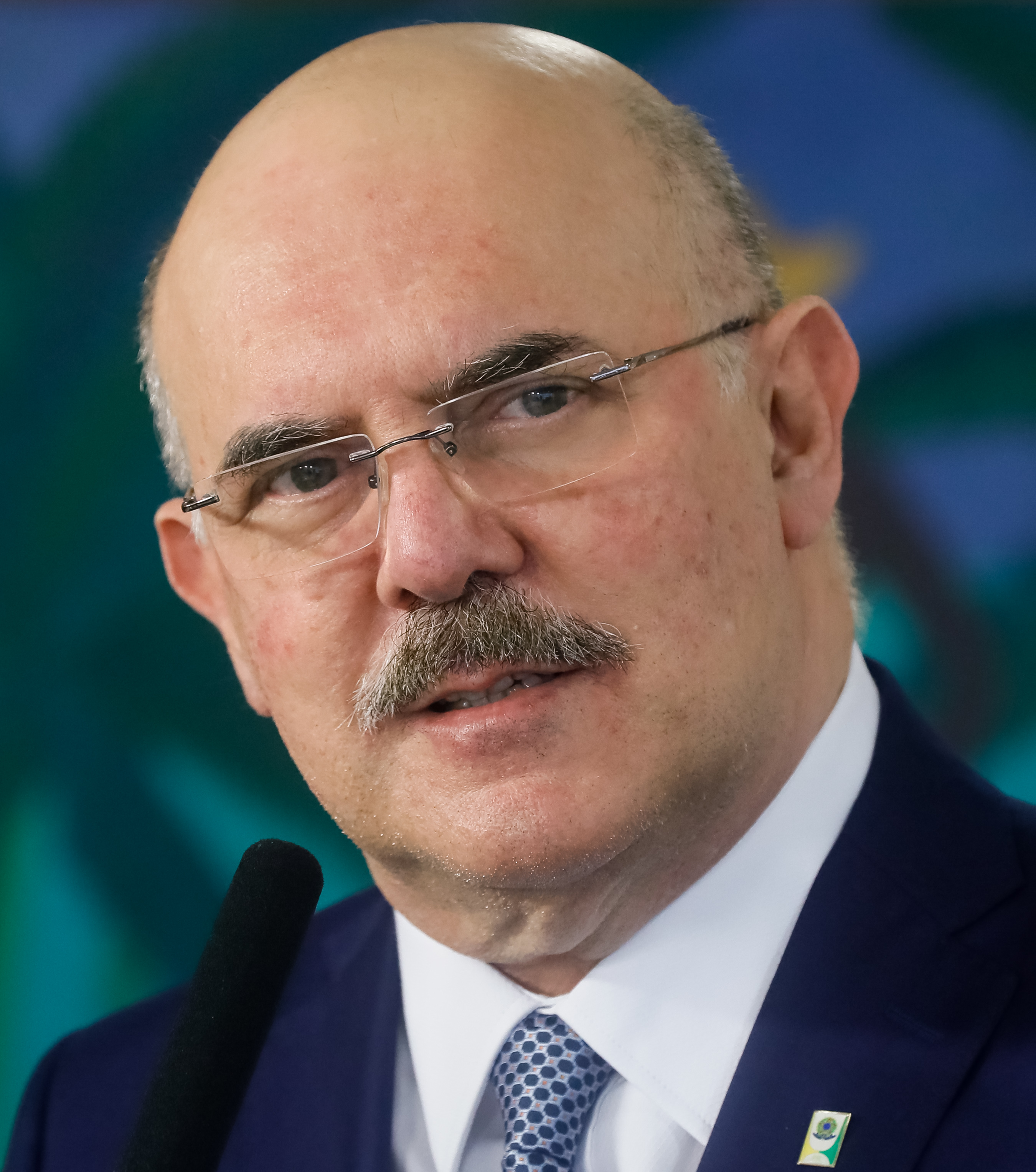
Milton Ribeiro, 55° Ministro da Educação do Brasil.

#### Professores Notáveis
Ler mais em: Professores da Universidade Presbiteriana Mackenzie.

Desde a sua fundação, a Universidade Presbiteriana Mackenzie tem mantido um corpo docente composto por nomes de grande relevância nas áreas política, jurídica, artística e científica do país. Distribuídos entre diversos cursos, esses professores contribuíram para a instituição com suas experiências como Presidente da República, constitucionalista e Ministro do Supremo Tribunal Federal.

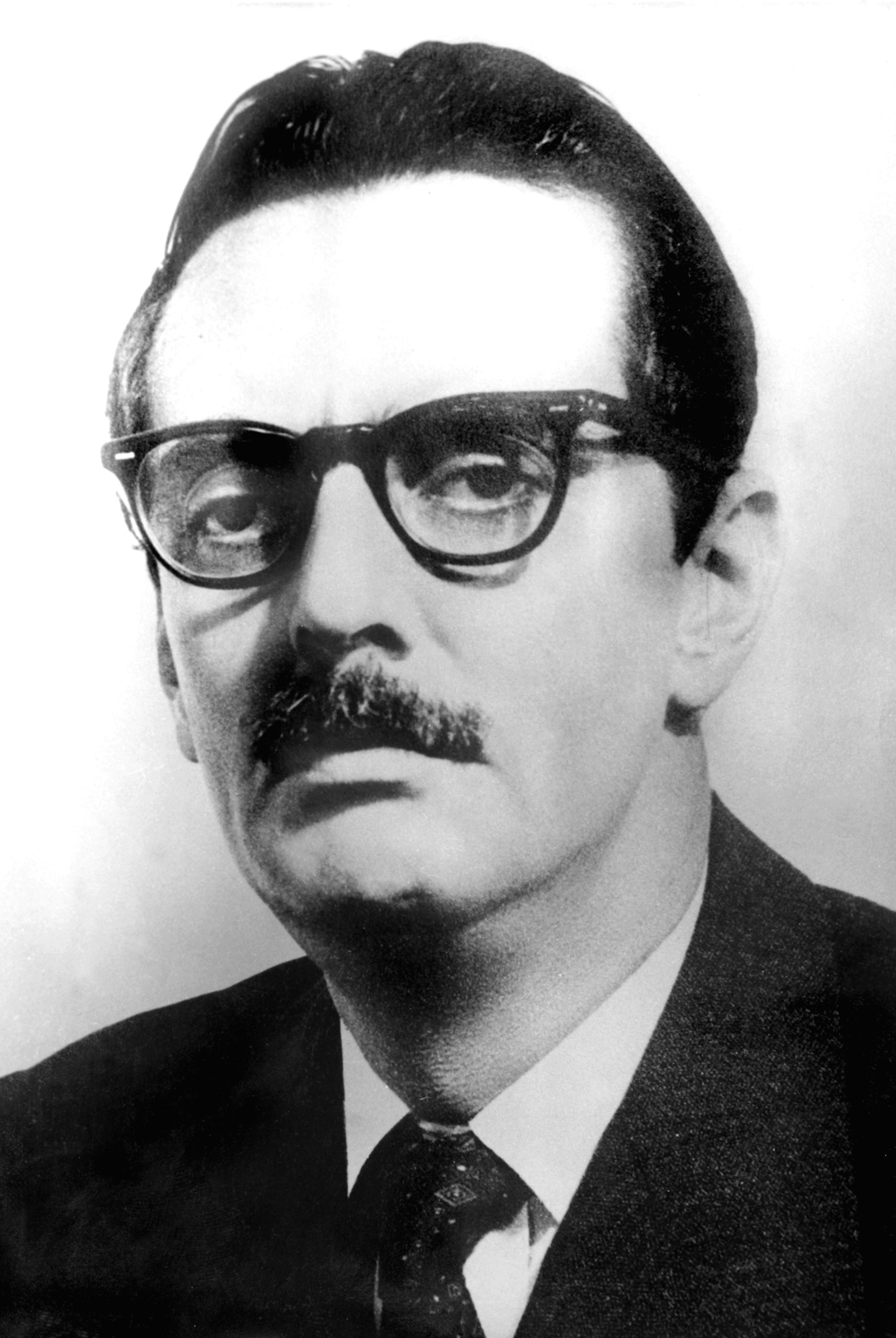
Jânio Quadros, 22° Presidente do Brasil. Professor de Direito Processual Penal.
Jorge Americano, Juiz do Tribunal de Haia. Professor de Direito Internacional e Diretor da Faculdade.
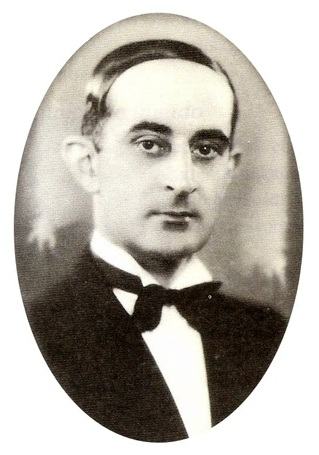
Aúthos Pagano, internacionalmente laureado, defendeu a primeira tese de doutorado em economia do Brasil.
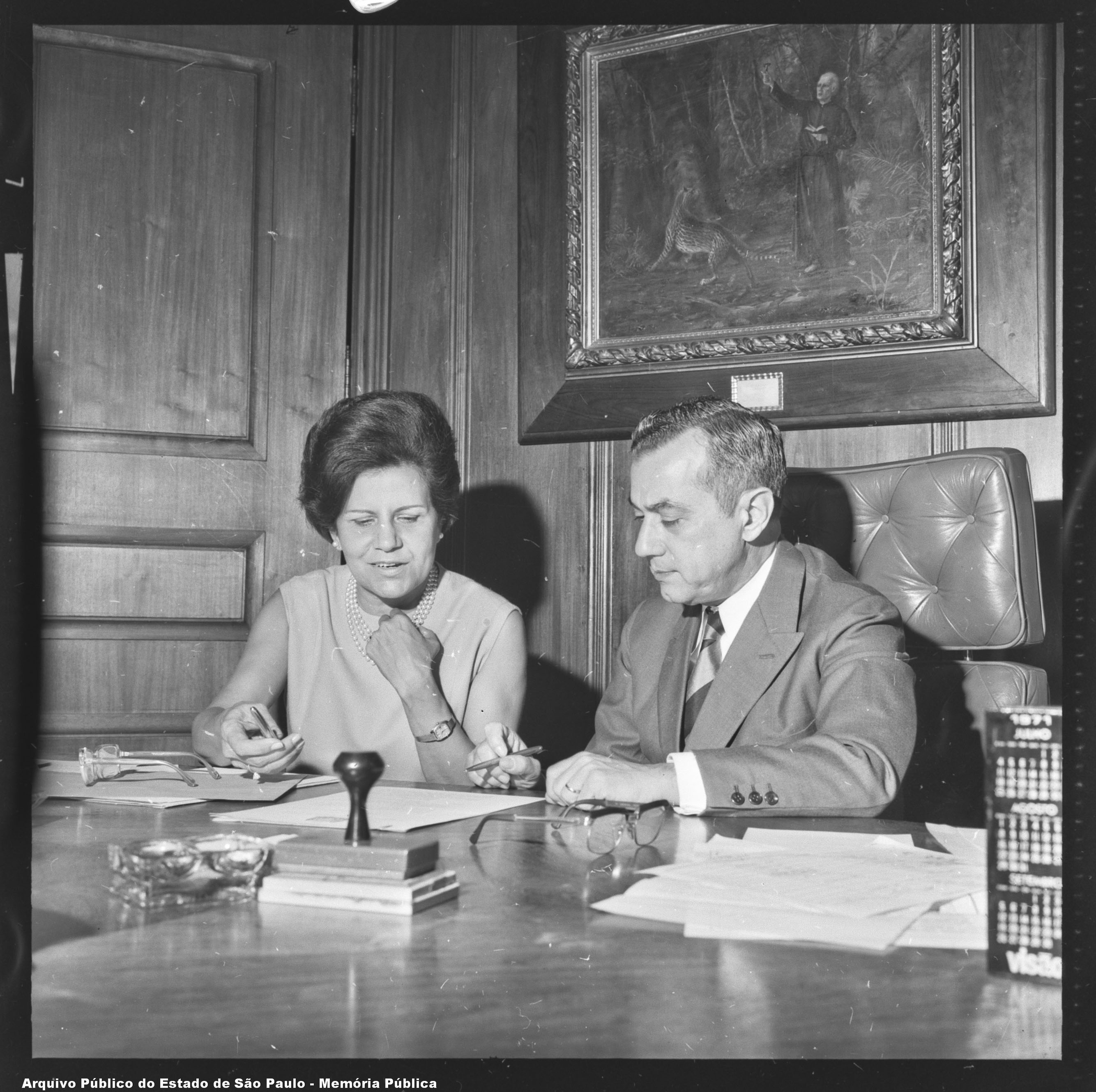
Esther Ferraz, Secretária de Estado e Ministra Brasileira. Primeira mulher reitora de uma universidade no país.
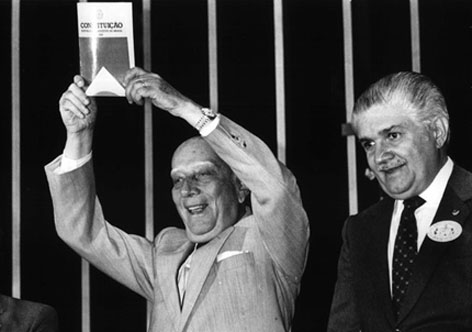
Ulysses Guimarães, presidente da Assembleia Nacional Constituinte, foi professor titular de Direito Internacional Público.
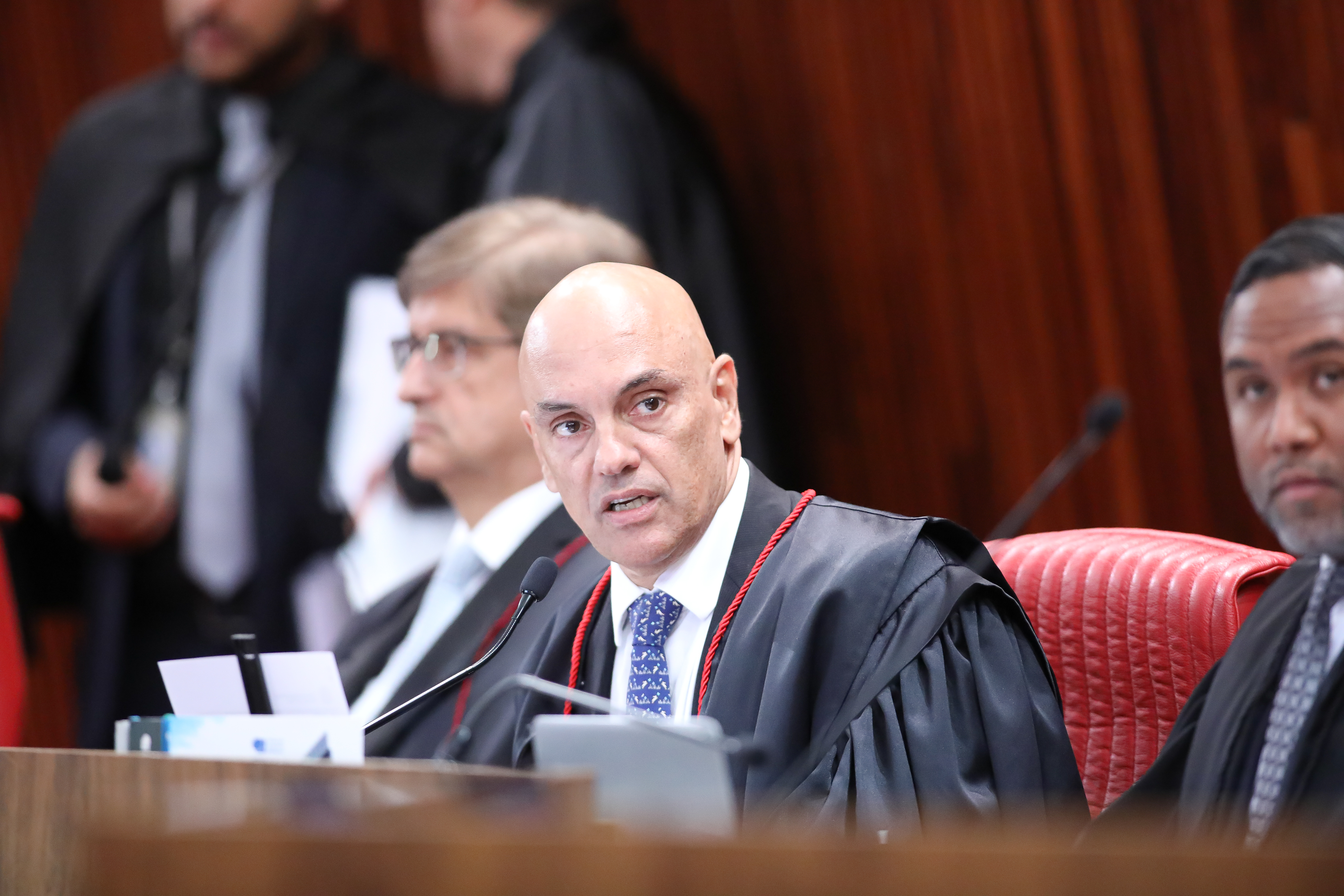
Ministro Alexandre de Moraes, professor de Direito Eleitoral da instituição desde 1999.
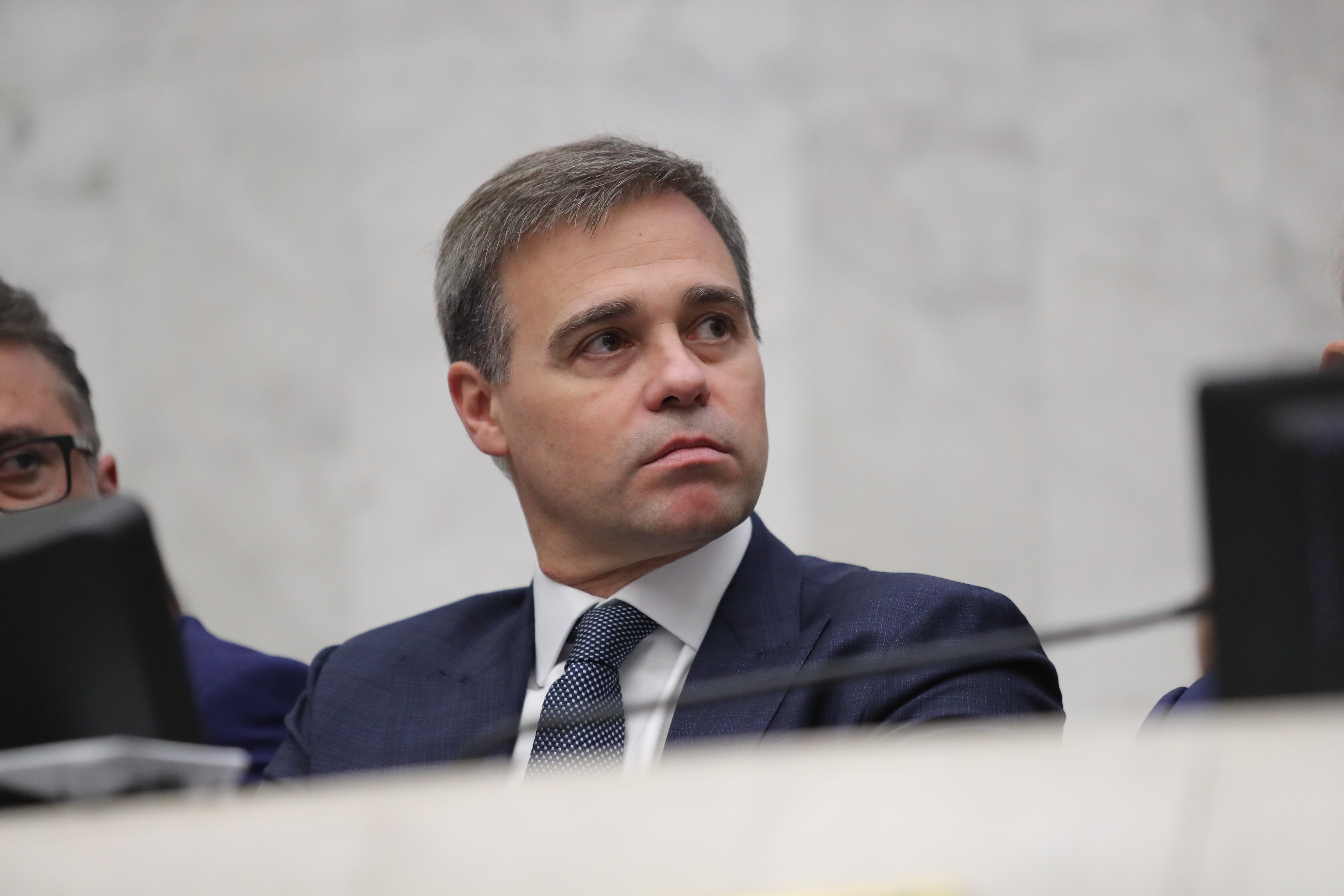
André Mendonça, Ministro do Supremo Tribunal Federal.

## Centro Presbiteriano de Pós-Graduação Andrew Jumper (CPAJ)
Os  primórdios do Centro Presbiteriano de Pós-Graduação Andrew Jumper (CPAJ) remontam ao  final da década de 1970. Por muito tempo, os seminários da Igreja Presbiteriana do Brasil haviam contado com a colaboração de professores enviados pelas  igrejas-mães norte-americanas. Mais tarde, a IPB passou a enviar alguns de seus  elementos mais promissores para fazerem estudos pós-graduados nos Estados  Unidos, o que demonstrou não ser uma solução satisfatória. Surgiu então a  necessidade de se proporcionar no próprio Brasil um sólido treinamento  teológico reformado aos professores dos seminários e outros líderes da igreja.  Pensou-se na criação de uma escola de pós-graduação em teologia, dirigida pela IPB e ligada ao Mackenzie, em que professores de outros países, cuidadosamente  escolhidos pela igreja, seriam convidados para organizar os programas e  ministrar as aulas.